# Personaggi di Fantasilandia
Questa voce contiene un elenco dei personaggi presenti nel franchise fantasy-fantascientifico-horror Fantasy Island, che comprende le serie televisive Fantasilandia (Fantasy Island 1977-1984), Fantasy Island (1998-1999), Fantasy Island (2021-2023) e il film Fantasy Island (2020).

## Fantasilandia(1977-1984)

### Personaggi principali
- Sig. Roarke (stagioni 1-7), interpretato da Ricardo Montalbán, doppiato in italiano da Rino Bolognesi.[1]
Mr. Roarke è un individuo enigmatico, apparentemente immortale (tuttavia può venire ferito e sanguinare), delle cui origini non si sa quasi nulla, proprietario e gestore dell'isola che ospita il resort Fantasilandia (in inglese Fantasy Island).[2] Vanta di aver conosciuto numerosi personaggi storici, come ad esempio Elena di Troia, Lady Godiva, la regina Cleopatra, la contessa Erzsébet Báthory, Jack lo Squartatore, Lillian Russell, Mata Hari e William Shakespeare, oltre a numerosi personaggi letterari, di fantasia e mitologici, compreso Mefistofele.[2] È dotato di numerosi "superpoteri", che manifesta durante la realizzazione delle fantasie dei suoi ospiti, quali ad esempio ridare temporaneamente la vista ai ciechi o l'udito ai sordi, dotare gli altri del potere della telecinesi o viaggiare nel tempo.[2] Si è innamorato molte volte, ma la cosa che lo ha maggiormente colpito è stata la morte della moglie Helena Marsh[N 1] a causa di un tumore al cervello che non ha potuto impedire.[2]
L'attore messicano Ricardo Montalbán, è altresì celebre per aver interpretato Khan Noonien Singh, un potenziato terrestre,  ex tiranno dell'Asia durante le guerre eugenetiche, nemesi del capitano James T. Kirk nel franchise di fantascienza di Star Trek.
- Tattoo (stagioni 1-6), interpretato da Hervé Villechaize, doppiato in italiano da Armando Bandini.[1]
- Cindy (stagione 2), interpretata da Kimberly Beck.[1]
- Julie (stagione 5), interpretata da Wendy Schaal.[1]
Il personaggio di Julie viene introdotto nella quinta stagione come assistente femminile di Mr. Roarke, ma in seguito veniamo a scoprire trattarsi della sua figlioccia.[3] L'attrice era inoltre già apparsa precedentemente nella serie interpretando i personaggi di Ruth Ann McAllister (ep. 4x14) e di Jennie Rowlands (ep. 4x23).
L'attrice, oltre ad apparire in numerose serie televisive ed essere un'attrice frequentemente presente nei film di Joe Dante, ha anche doppiato vari personaggi in più di 350 episodi della serie animata American Dad!.[3]
- Lawrence (stagione 7), interpretato da Christopher Hewitt.[1]

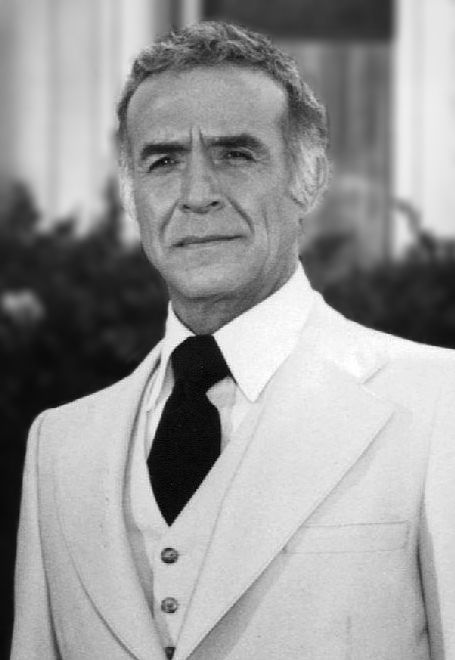
Ricardo Montalbán, interprete di Mr. Roarke
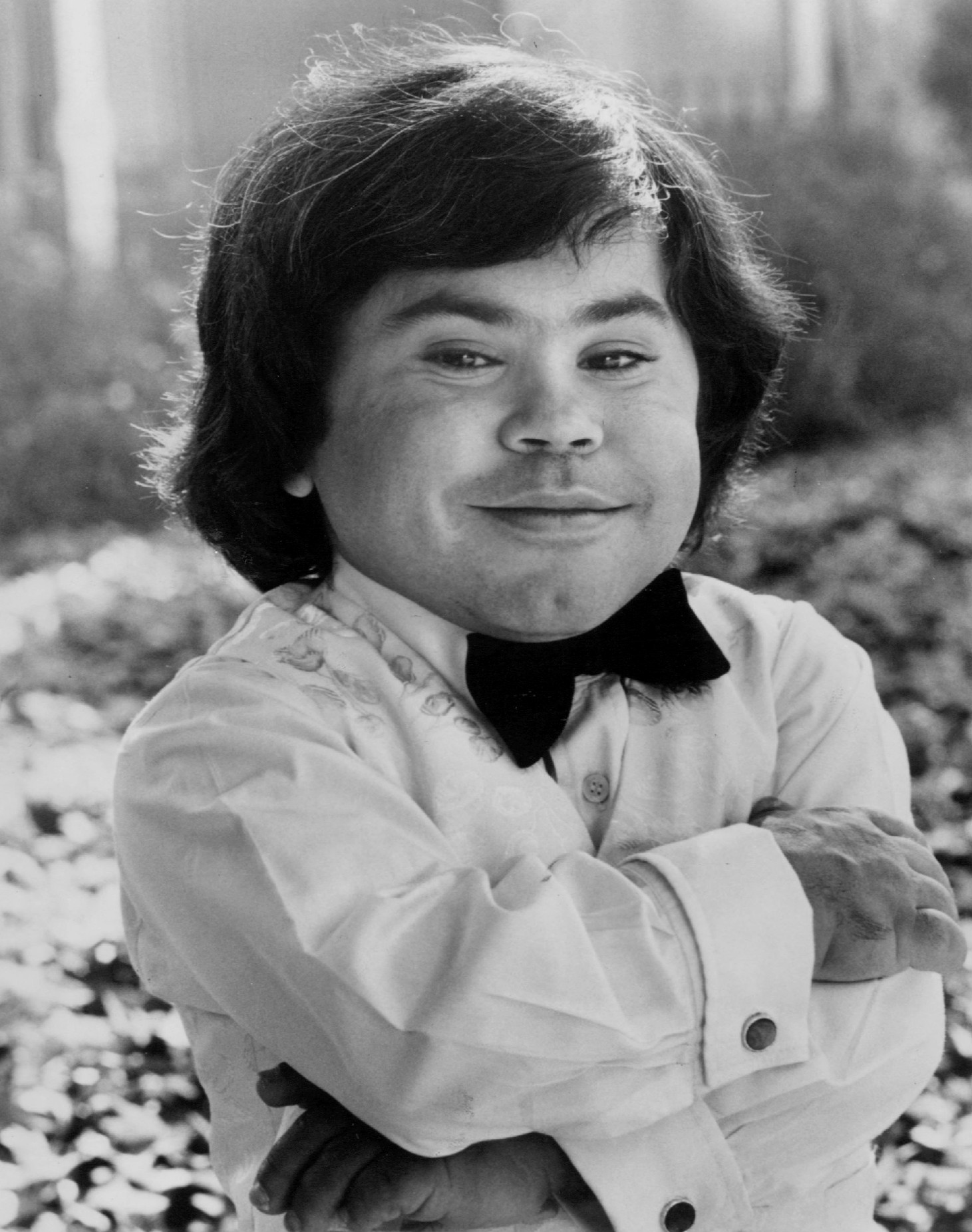
Hervé Villechaize, interprete di Tattoo
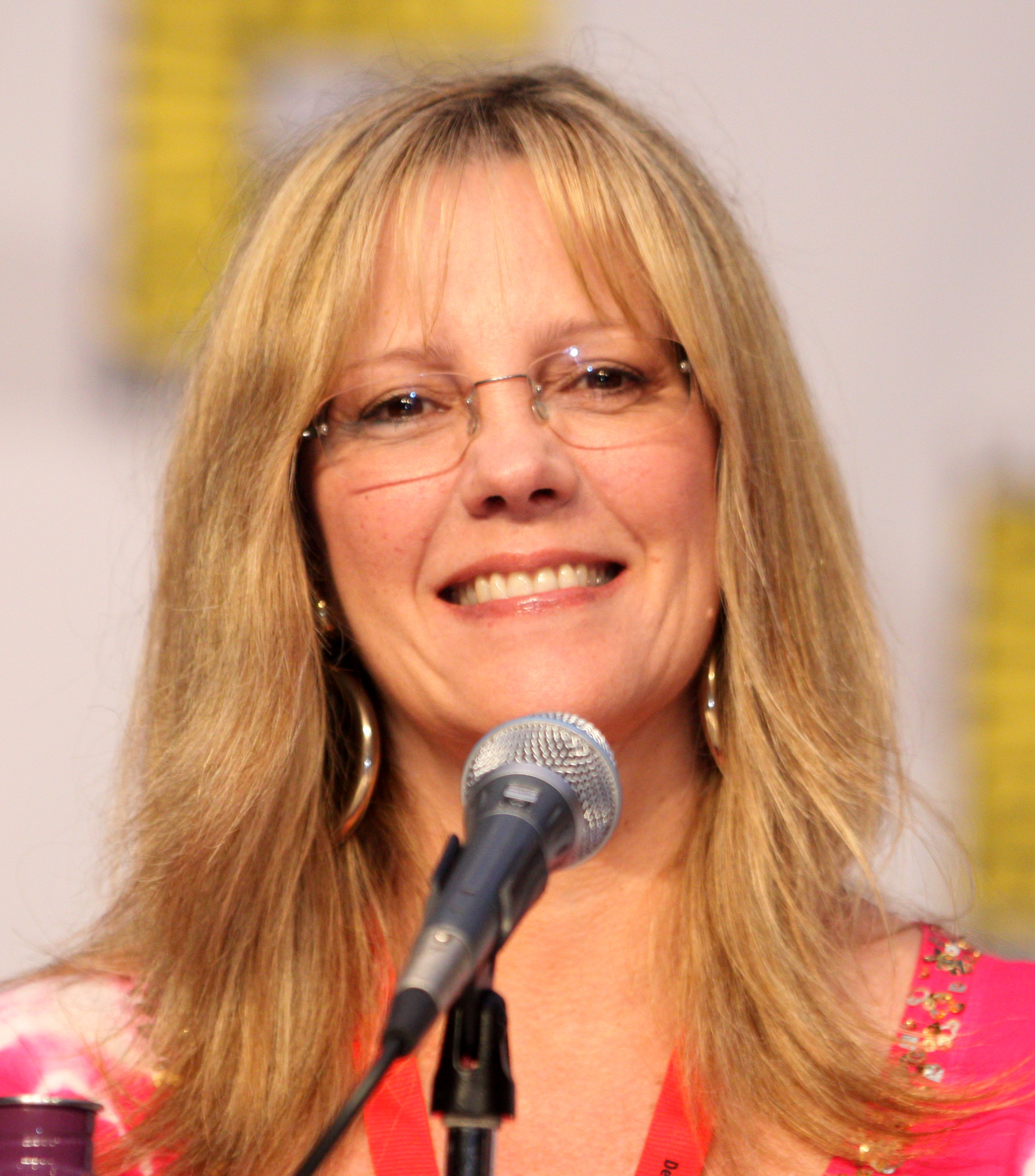
Wendy Schaal, interprete di Julie

### Guest star
Molti sono i personaggi celebri che sono apparsi nella serie, alcuni dei quali ritornati a interpretare anche più personaggi nel corso delle varie stagioni.

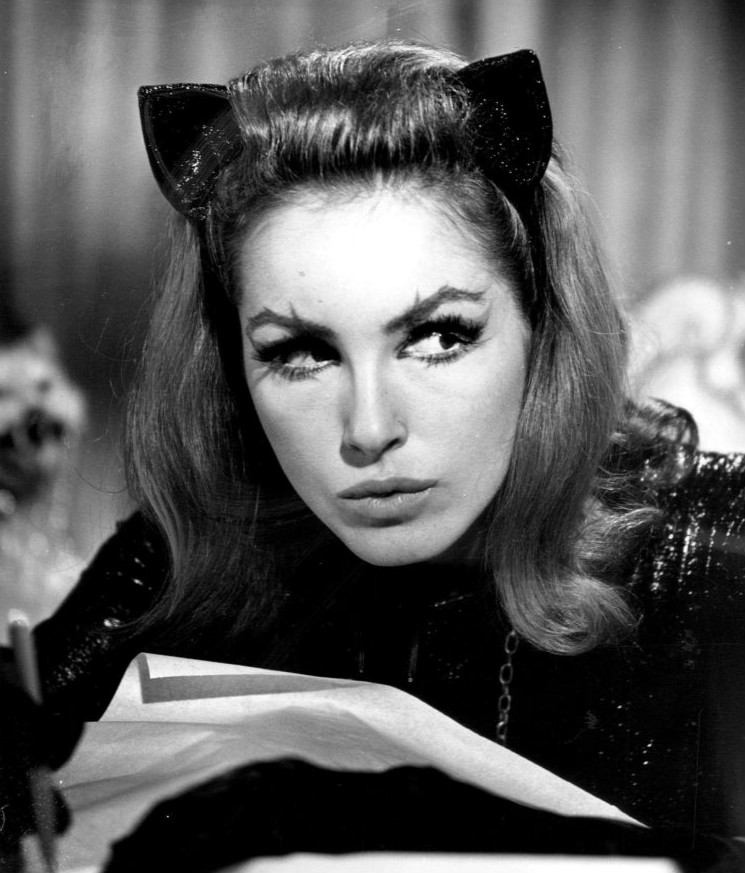
Doralee (ep. 6x17), interpretata da Julie Newmar.
Iconica pin-up, Julie Newmar è particolarmente celebre per essere stata la prima Catwoman live-action dell'universo di Batman, essendo la prima delle tre ad averla impersonata nella serie Batman degli anni sessanta al fianco di Adam West.
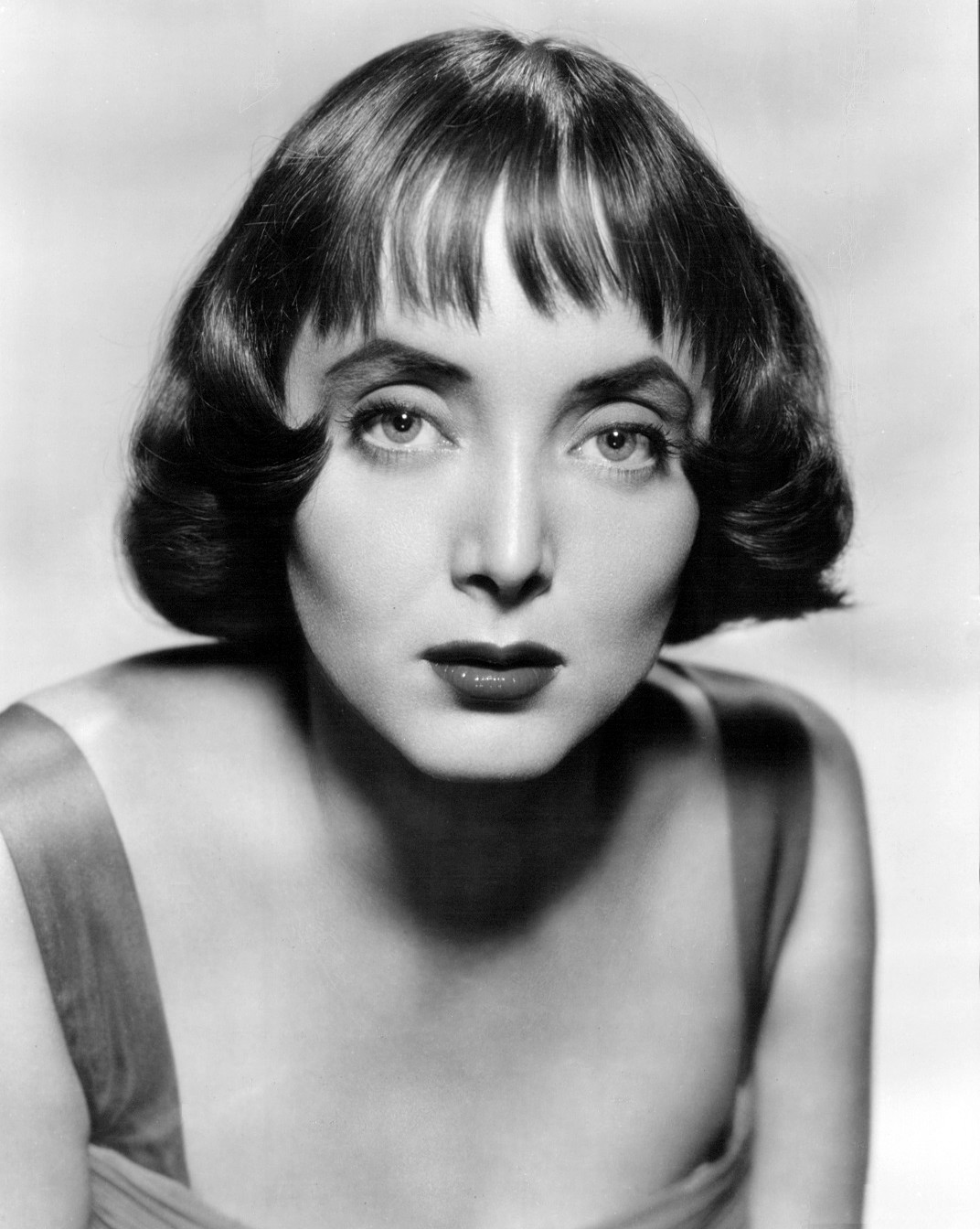
Ellie Simspson (ep. 3x08), Jessie DeWinter (ep. 4x06), Clora McAllister (ep. 4x14), Ellie Ackland (ep. 5x14), interpretate da Carolyn Jones.
L'attrice, impegnata qui in quattro parti diverse, è nota per aver interpretato Morticia Addams nella serie televisiva La famiglia Addams degli anni sessanta.
- Fred Waters (ep. 2x11), Jeff Logan (ep. 3x13), Slocumb (ep. 4x10), interpretati da Lewis Arquette.
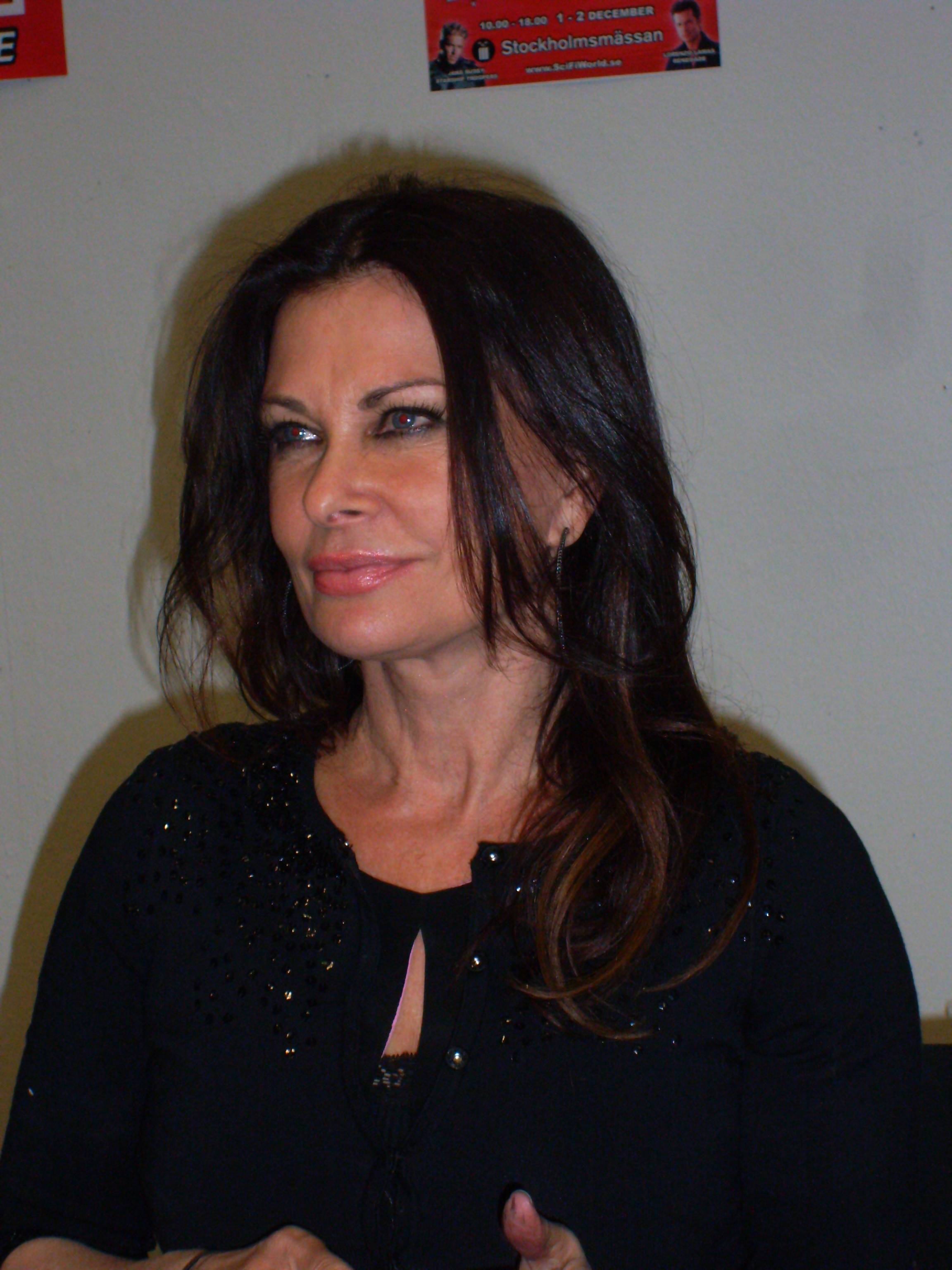
Kim (ep. 3x11), interpretata da Jane Badler.
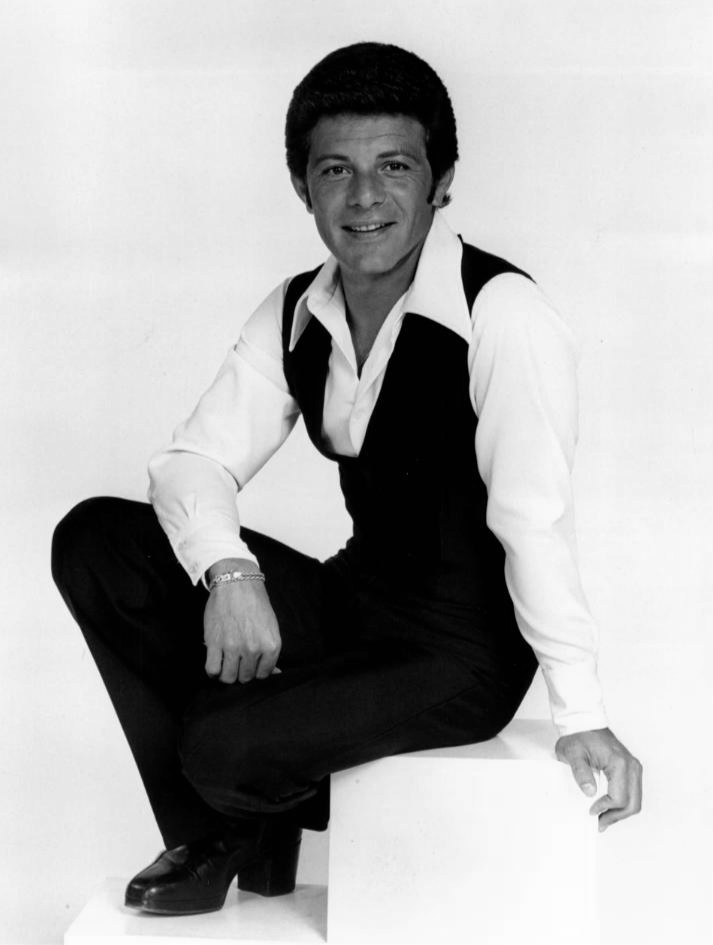
Martin Ward (ep. 3x19), interpretato da Frankie Avalon.
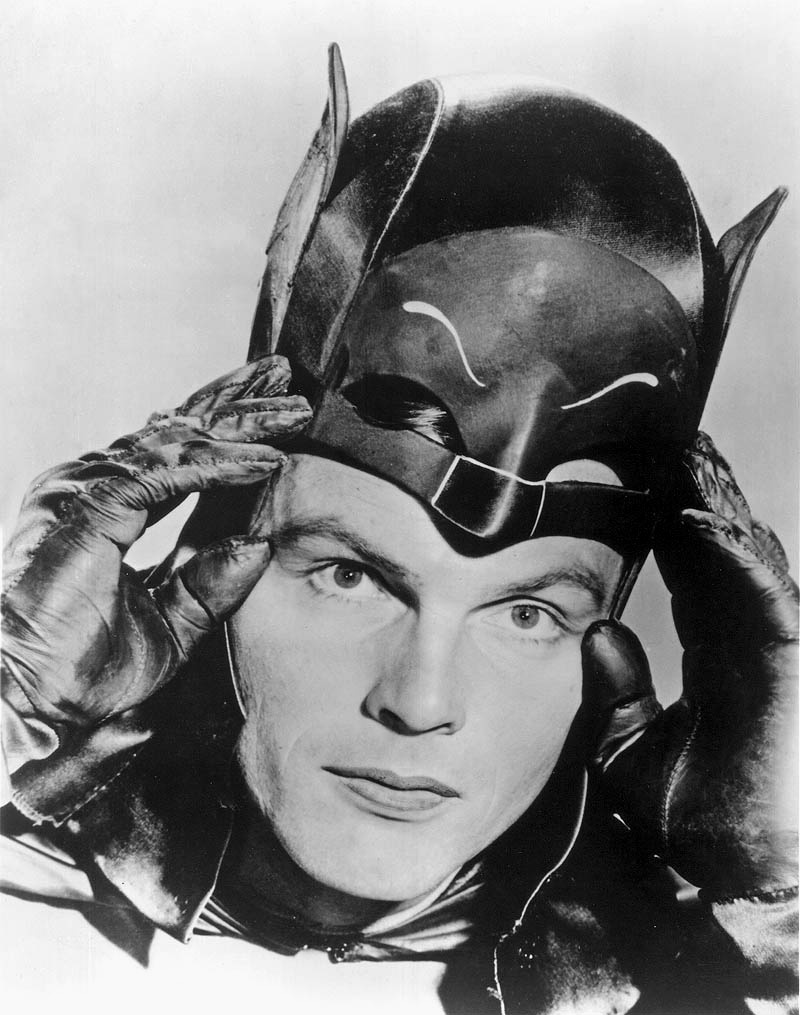
Philip Breem (ep. 4x01), Frank McKenna (ep. 7x19) interpretati da Adam West.
L'attore, qui impegnato nell'interpretazione di due diversi personaggi, è noto soprattutto per aver interpretato il personaggio dei fumetti DC Comics Batman nell'omonima serie televisiva degli anni sessanta.
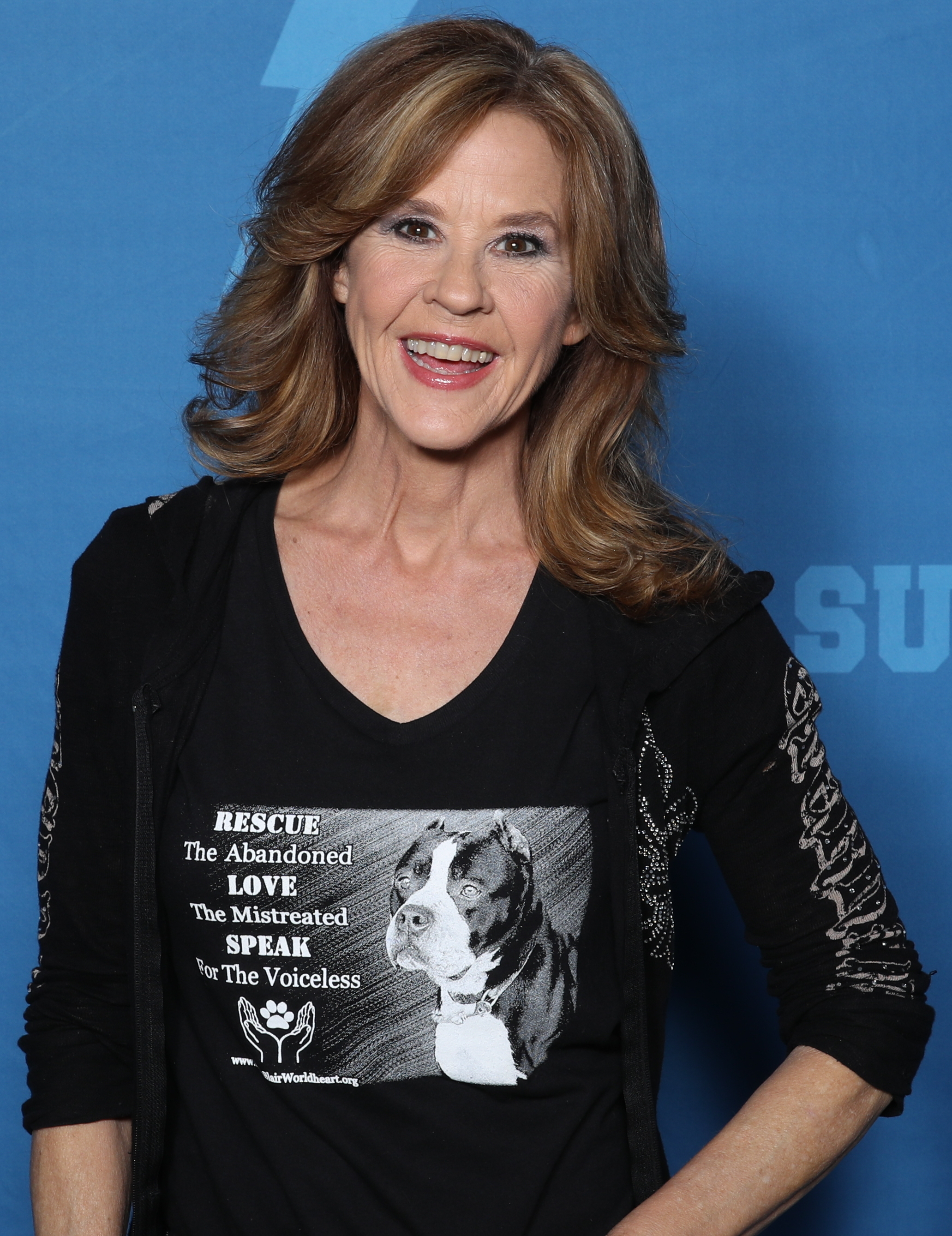
Sara Jean Rawlins (ep. 5x13), interpretata da Linda Blair.
Attrice celebre fin dall'adolescenza, quando interpreta il personaggio di Regan MacNeil, protagonista del film L'esorcista diretto da William Friedkin nel 1973, ruolo che le valse una candidatura agli Oscar come miglior attrice non protagonista nel 1974 a soli 15 anni.[4]
- Shirl Dean (ep 1x08), interpretata da Debra Feuer.
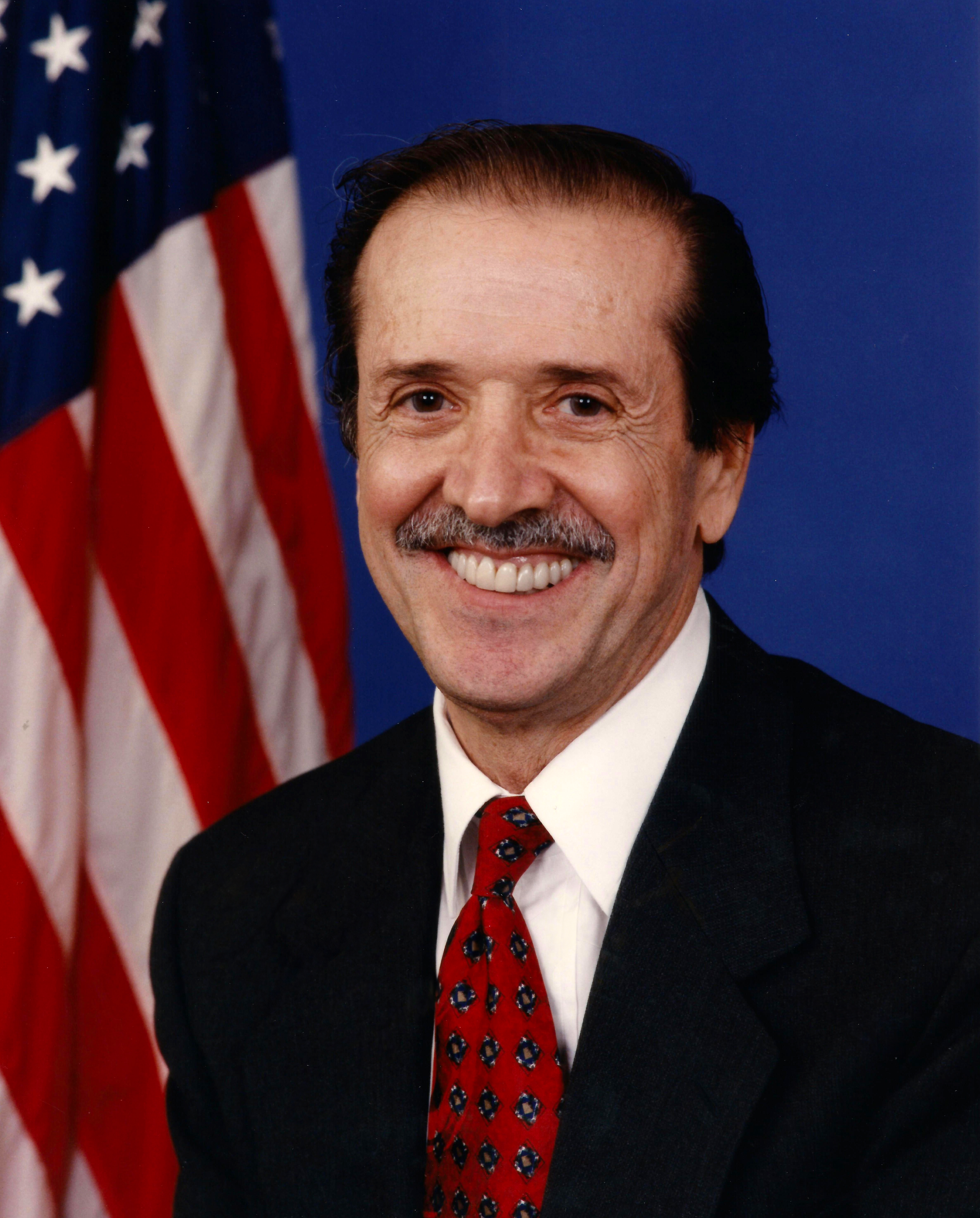
Ted Cavanaugh (ep. 2x02), Holly Ryan (ep. 3x08), Monty Green (ep. 4x07), Matt Krane (ep. 5x01), interpretati da Sonny Bono.
Celebre cantante e politico statunitense, ex marito di Cher, con la quale aveva fondato il duo Sonny & Cher, Sonny Bono compare in ben quattro episodi della serie interpretando altrettanti differenti personaggi.
- Neville Brand
- Joan Collins
- Geena Davis
- Mel Ferrer
- Dorothy Stratten
- Sid Haig
- David Hedison
- Justin Henry
- Ernie Hudson
- Van Johnson
- Lorenzo Lamas
- Janet Leigh
- Heather Locklear
- Philip McKeon
- Leslie Nielsen
- Eleanor Parker
- Michael Parks
- Richard Paul
- Michelle Pfeiffer
- Michelle Phillips
- Elke Sommer
- Tori Spelling
- Vic Tayback
- Dick York

- Julie Newmar
- Carolyn Jones
- Jane Badler
- Frankie Avalon
- Adam West
- Linda Blair
- Sonny Bono

## Fantasy Island(1998-1999)

### Personaggi principali
- Mr. Roarke, interpretato da Malcolm McDowell.
È l'enigmatico proprietario e autoproclamato "maestro di cerimonie" del resort di Fantasy Island. Capace di fare miracoli e di compiere l'impossibile, conduce le persone sull'isola con la scusa di realizzare la loro fantasia più segreta. Tuttavia, alla fine le sue azioni li conducono a ricevere ciò che i loro cuori vogliono in realtà o addirittura a mostrare loro gli errori dei loro comportamenti. Sebbene Mr. Roarke abbia quasi sempre le migliori intenzioni nei confronti dei suoi ospiti, possiede anche un oscuro senso dell'umorismo e uno spirito critico con sfumature sarcastiche. L'episodio 10, Let Go, rivela che ha una figlia adottiva, Miranda, l'unica sopravvissuta di un naufragio avvenuto nelle vicinanze dell'isola. Miranda abbandona l'isola per vivere nel mondo esterno dopo aver compiuto i 18 anni, divenendo medico e sposandosi, ma non conservando alcun ricordo di Fantasy Island o di Mr. Roarke, una volta lasciata l'isola.
L'attore britannico Malcolm McDowell è celebre anch'egli per aver interpretato un "cattivo" nel franchise di Star Trek: Tolian Soran, un El-Auriano che affronta al contempo il capitano Kirk e il capitano Jean-Luc Picard, ma ben più noto per aver interpretato il protagonista del film di Stanley Kubrick Arancia meccanica, Alex DeLarge.
- Ariel, interpretata da Mädchen Amick.
È l'assistente di Mr. Roarke. Sebbene sia incredibilmente vecchia, fisicamente ha l'apparenza una giovane donna e la capacità di trasformarsi in varie donne per assecondare le fantasie degli ospiti. È molto affezionata a Mr. Roarke e sembra che abbia avuto una relazione sentimentale con lui in passato. Sostiene di essere stata con tanti uomini quanti sono i granelli di sabbia che possono essere contenuti nel pugno di una mano. Nell'episodio 9, Wishboned, viene accennato che potrebbe essere un jinn (un genio della mitologia preislamica e musulmana): quando un ospite richiede una particolare fantasia, presentandole una bottiglia che assomiglia a quella di Jeannie (Barbara Eden), la protagonista di Strega per amore (I Dream of Jeannie, 1965-1970), esprime disappunto affermando: "Sai cosa penso delle bottiglie" e la scena si chiude con una clip che cita la sigla della serie televisiva degli anni sessanta.
Nella globale visione dell'isola, come citazione di La tempesta di William Shakespeare, Ariel è un riferimento all'omonimo personaggio del dramma shakespeariano.
L'attrice è divenuta nota alla fine degli anni ottanta, grazie all'interpretazione del personaggio di Shelly Johnson nella serie televisiva ideata da David Lynch e Mark Frost I segreti di Twin Peaks.
- Cal, interpretato da Louis Lombardi.
Sebbene venga presentato principalmente come il fattorino del resort, è in realtà il "tuttofare" che ha anche vari altri compiti, quali: barista, cameriere, cuoco e persino pilota di elicottero. Nella sua vita precedente era un piccolo criminale, ma si è guadagnato la possibilità di ricominciare una vita all'età di 10 anni, grazie a Mr. Roarke.
Nella globale visione dell'isola, come citazione di La tempesta di William Shakespeare, Cal è un riferimento al mostro Calibano del dramma shakespeariano.
- Harry, interpretato da Edward Hibbert.
È il concierge del resort dell'isola. Era il portiere di un hotel bruciato in un incendio, dal quale Roarke lo ha salvato.
- Fisher, interpretato da Fyvush Finkel.
È un agente di viaggio che organizza i viaggi a Fantasy Island all'inizio di ogni episodio. Non gli piace rimanere bloccato in agenzia mentre Mr. Roarke è sull'isola e spera un giorno di sostituirlo.
- Clia, interpretata da Sylvia Sidney.
È una donna che gestisce l'agenzia di viaggi assieme a Fisher.

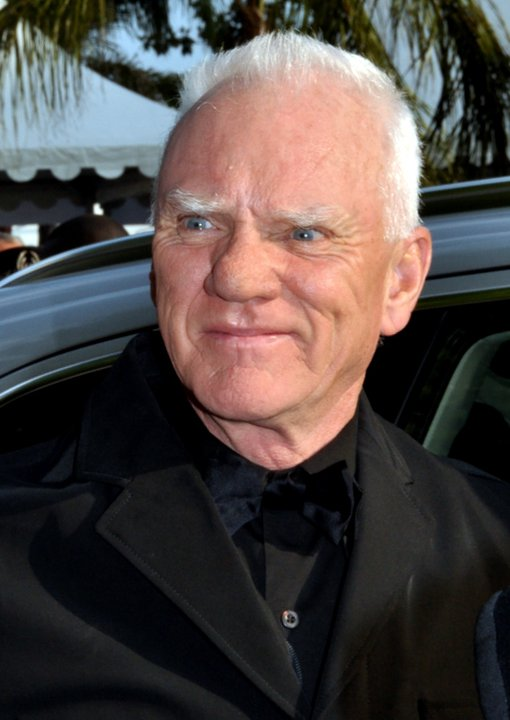
Malcolm McDowell, interprete di Mr. Roarke
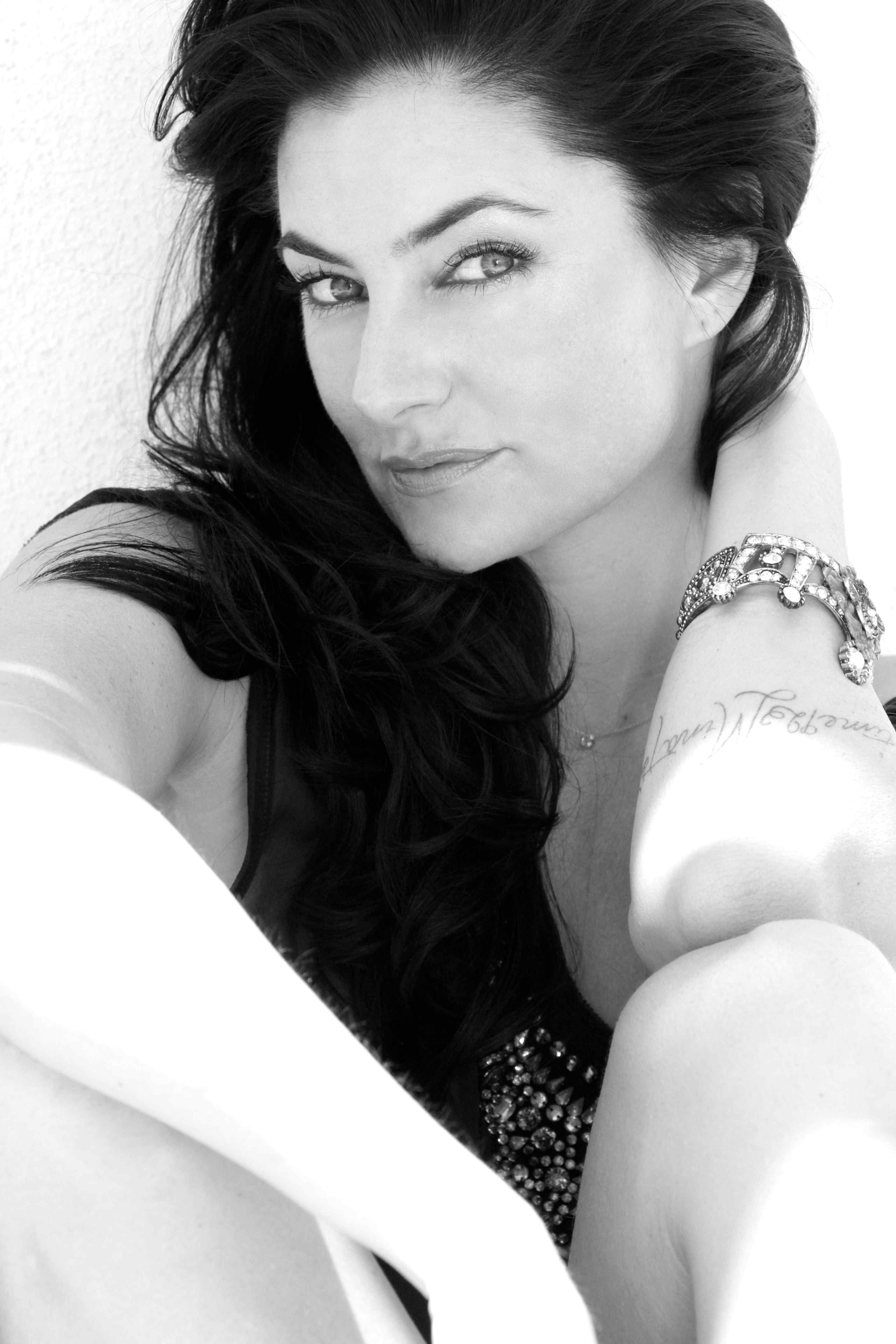
Mädchen Amick, interprete di Ariel
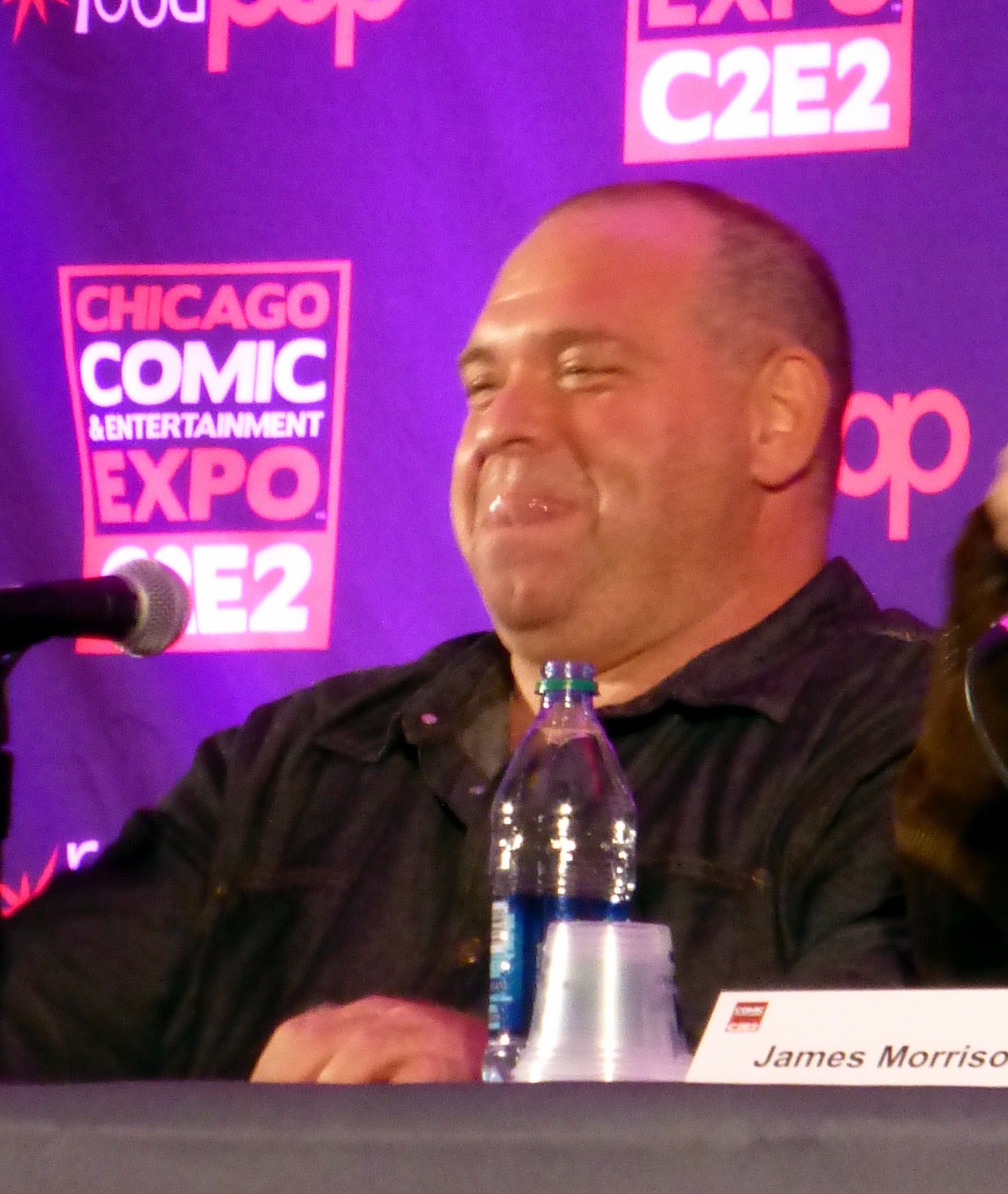
Louis Lombardi, interprete di Cal
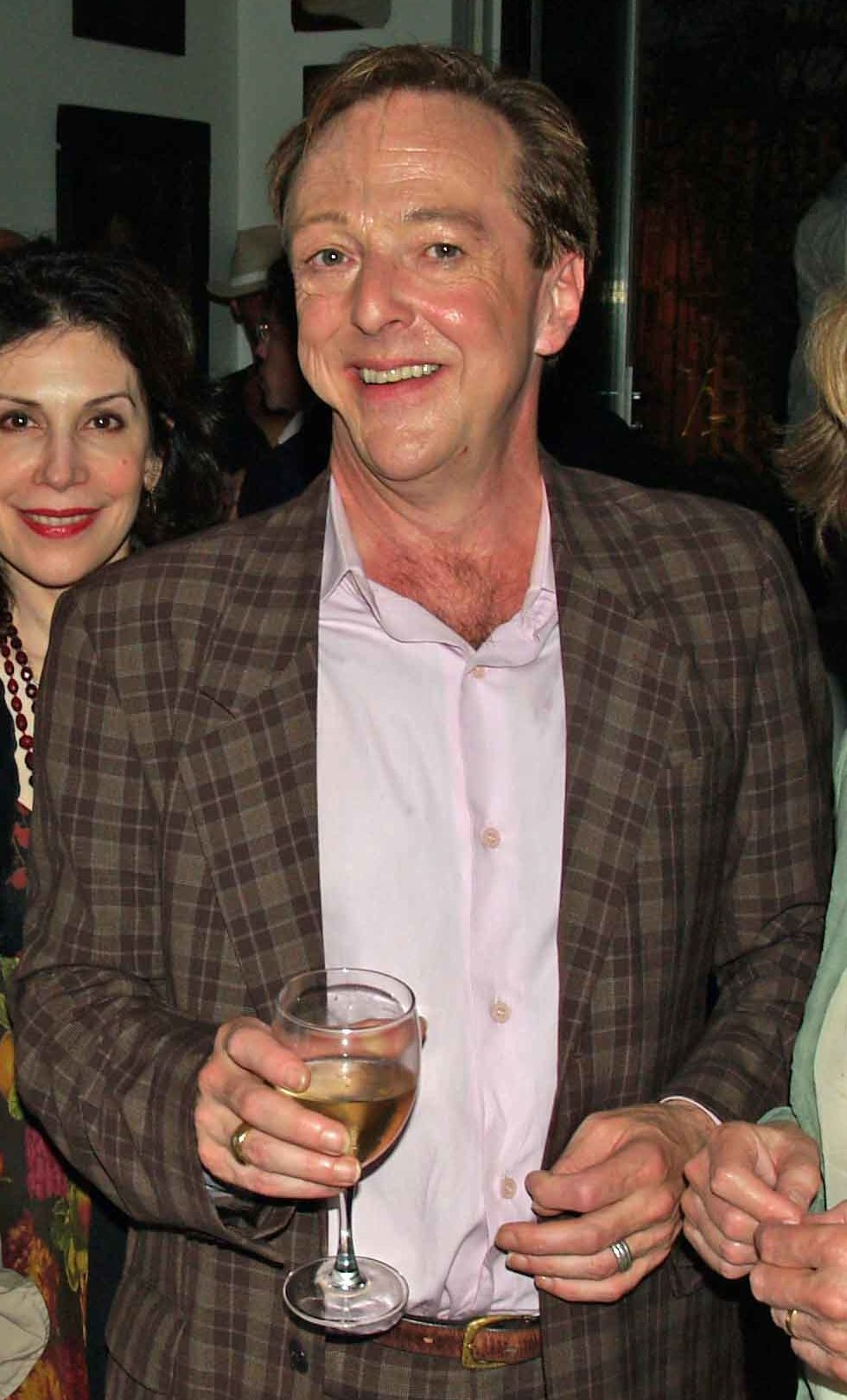
Edward Hibbert, interprete di Harry
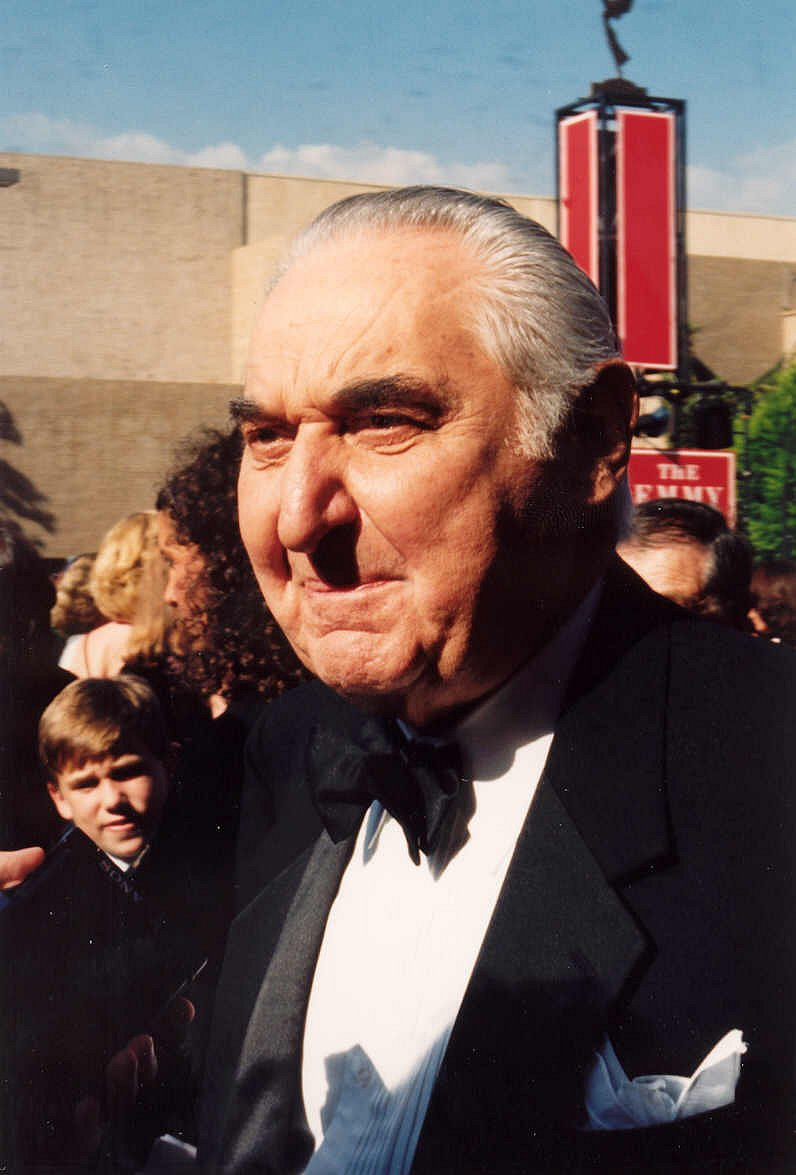
Fyvush Finkel, interprete di Fisher
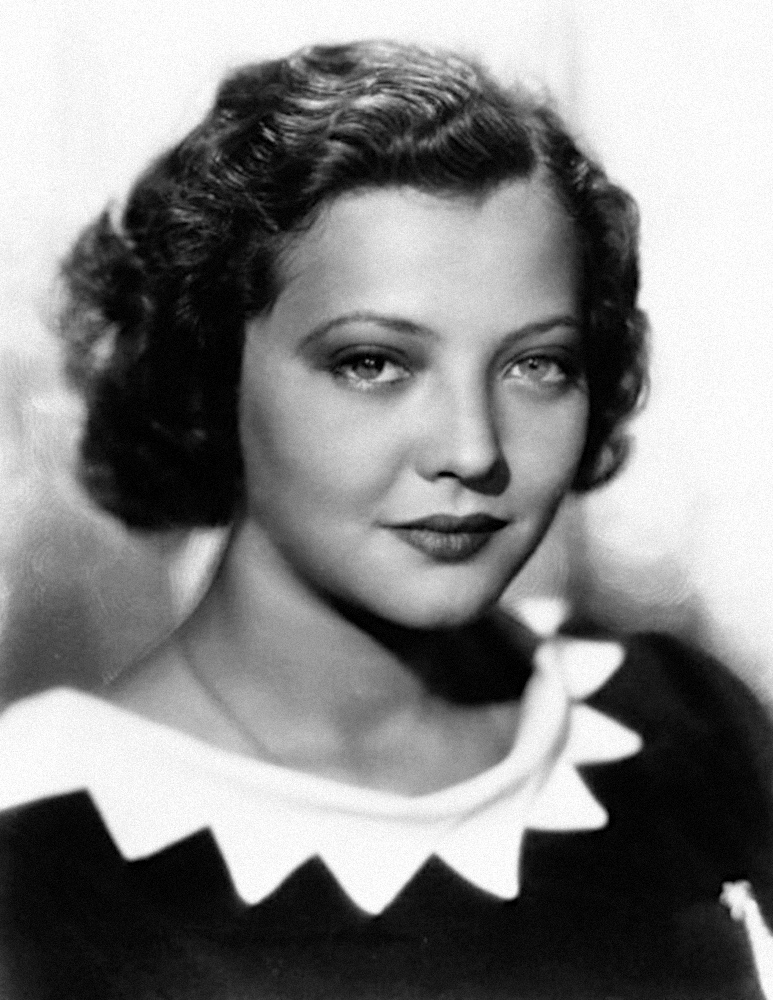
Sylvia Sidney, interprete di Clia

### Personaggi secondari
- Miranda (ep. 1x10), interpretata dall'attrice Tushka Bergen.
È la figlia adottiva di Mr. Roarke, unica superstite di un naufragio avvenuto nelle vicinanze dell'isola che ospita il resort di Mr. Roarke. Una volta compiuti i diciotto anni d'età decide di andarsene dall'isola, divenendo medico e sposandosi, ma non conservando alcun ricordo della sua esperienza sull'isola.
Nella globale visione dell'isola, come citazione di La tempesta di William Shakespeare, Miranda è un riferimento all'omonima figlia di Prospero del dramma shakespeariano.

### Guest star
- Bernice (ep. 1x10), interpretata da Florence Stanley.
- Cassie (ep. 1x13), interpretetata da Anne Francis.
L'attrice è celebre per aver impersonato Alta nel film di fantascienza del 1956 diretto da Fred M. Wilcox Il pianeta proibito, al fianco di Leslie Nielsen. È stata inoltre protagonista della serie televisiva Honey West (1965-1966), ruolo che le valse un Golden Globe e una candidatura ai Primetime Emmy Awards.
- Doris Leeman (ep. 1x04), interpretata da Louise Fletcher.
L'attrice nota per aver interpretato l'infermiera Mildred Ratched nel film Qualcuno volò sul nido del cuculo di Miloš Forman, ruolo che le è valso, tra gli altri riconoscimenti, un Oscar alla miglior attrice nel 1976, e la Bajoriana Kai Winn nella serie televisiva Star Trek: Deep Space Nine, ruolo che le ha fatto vincere 4 premi Online Film & Television Association nel 1997, 1998 e 1999.
- Gina Williams (ep. 1x02), interpretata da Alyssa Milano.
L'attrice, che ha esordito da bambina ricoprendo il ruolo di Samantha nella sit-com Casalingo Superpiù, è nota in particolare per il ruolo di Phoebe Halliwell, protagonista della serie televisiva Streghe.
- Greasy (ep. 1x13), interpretetato da Dwight Schultz.
Attore televisivo noto per aver interpretato il personaggio di Murdock nella serie televisiva A-Team e quello del tenente Reginald Barclay nel franchise di fantascienza Star Trek.
- Lennox Lewis (ep. 1x11), interpretato da Lennox Lewis.
- Sally (ep. 1x07), interpretata da Jennifer Garner.
L'attrice è divenuta celebre grazie al personaggio di Sydney Bristow nella serie televisiva Alias (2001-2006), ruolo che le è valso un Golden Globe nel 2002 e uno Screen Actors Guild Award nel 2005. È nota altresì per aver interpretato il personaggio Marvel di Elektra nei film Daredevil (2003), Elektra (2005) e Deadpool & Wolverine (2024).
- Sam Kenneally (ep. 1x11), interpretato da Dean Cain.
L'attore è noto per aver interpretato il personaggio DC Comics di Superman nella serie televisiva Lois & Clark - Le nuove avventure di Superman.

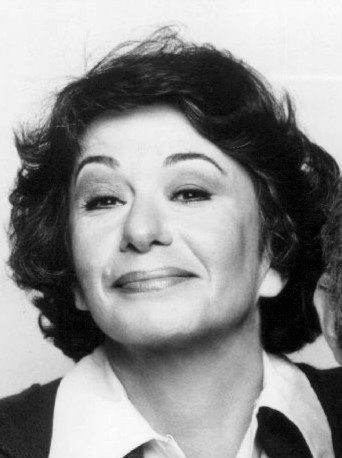
Florence Stanley
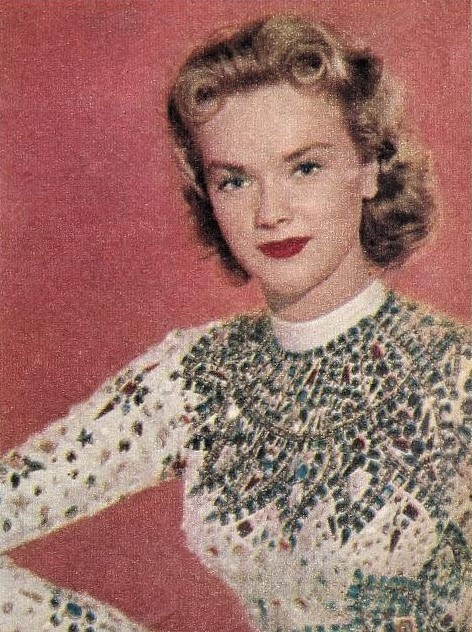
Anne Francis
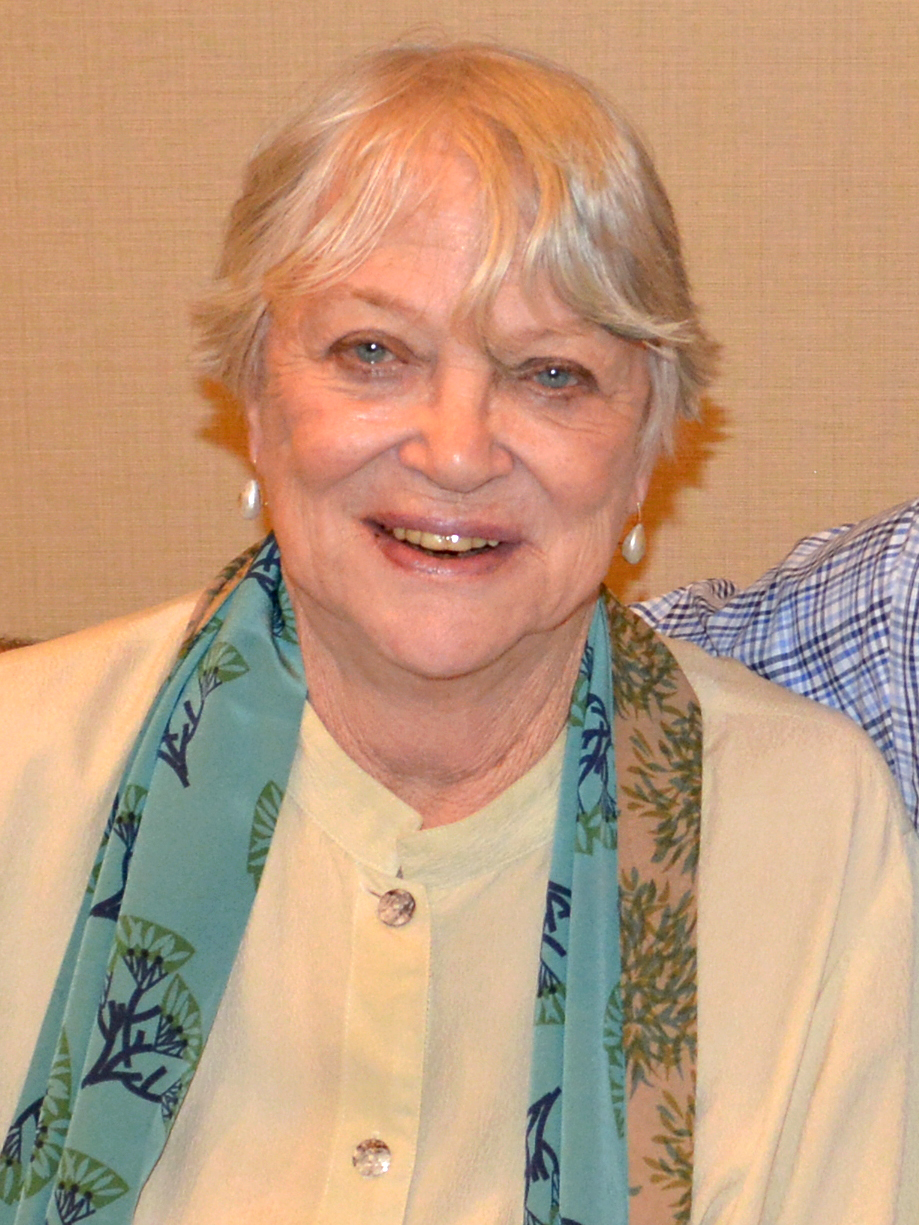
Louise Fletcher
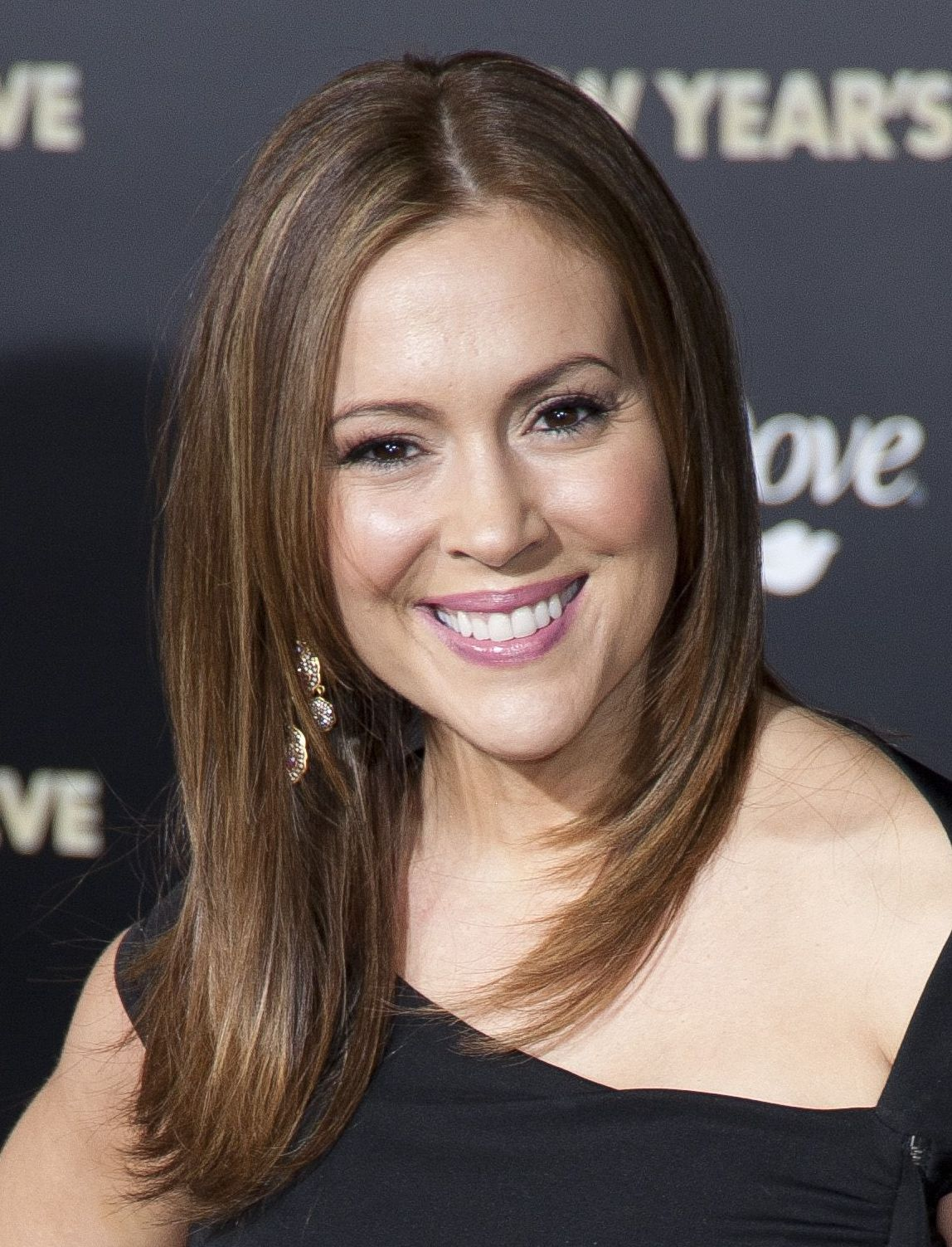
Alyssa Milano
Dwight Schultz
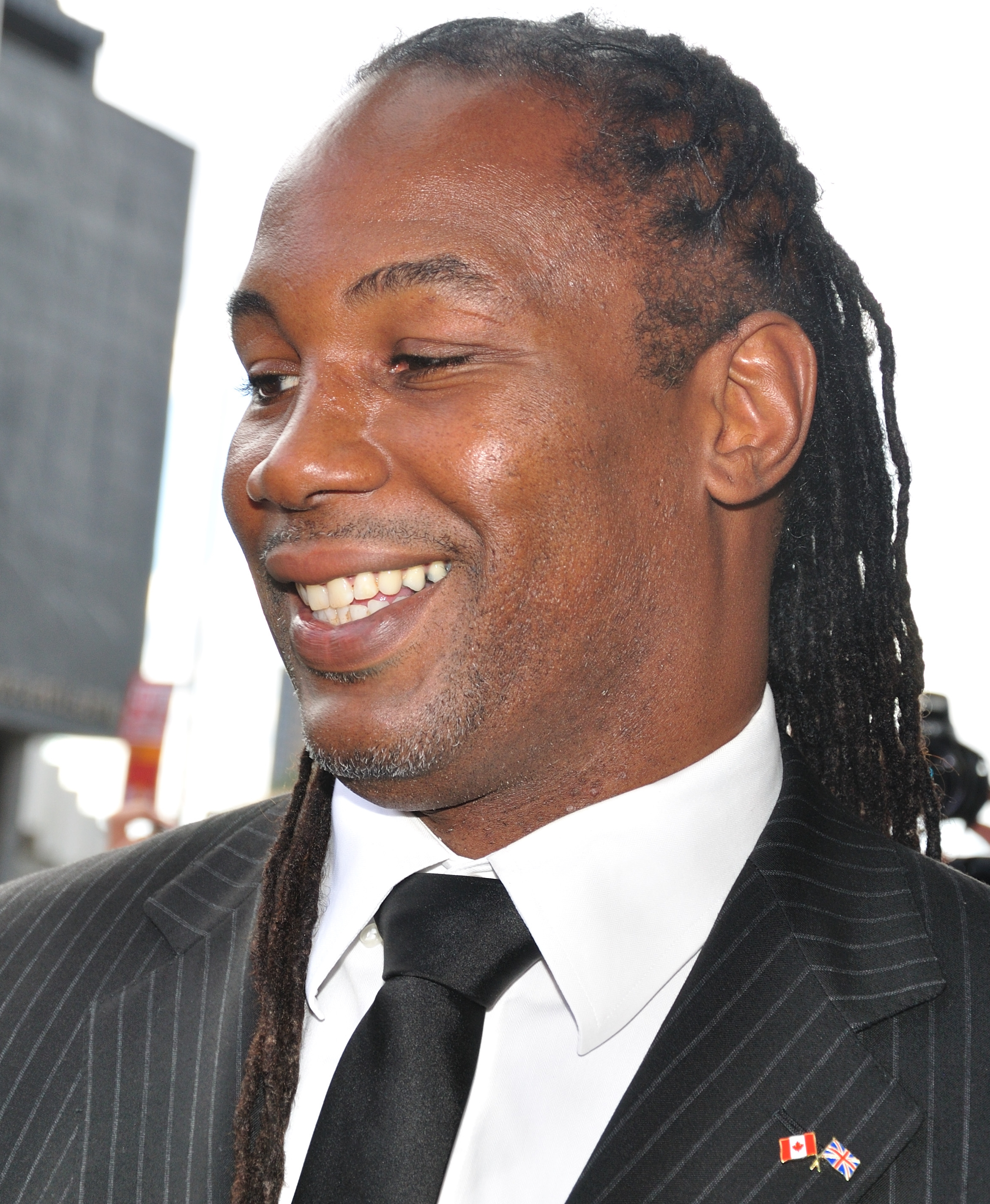
Lennox Lewis
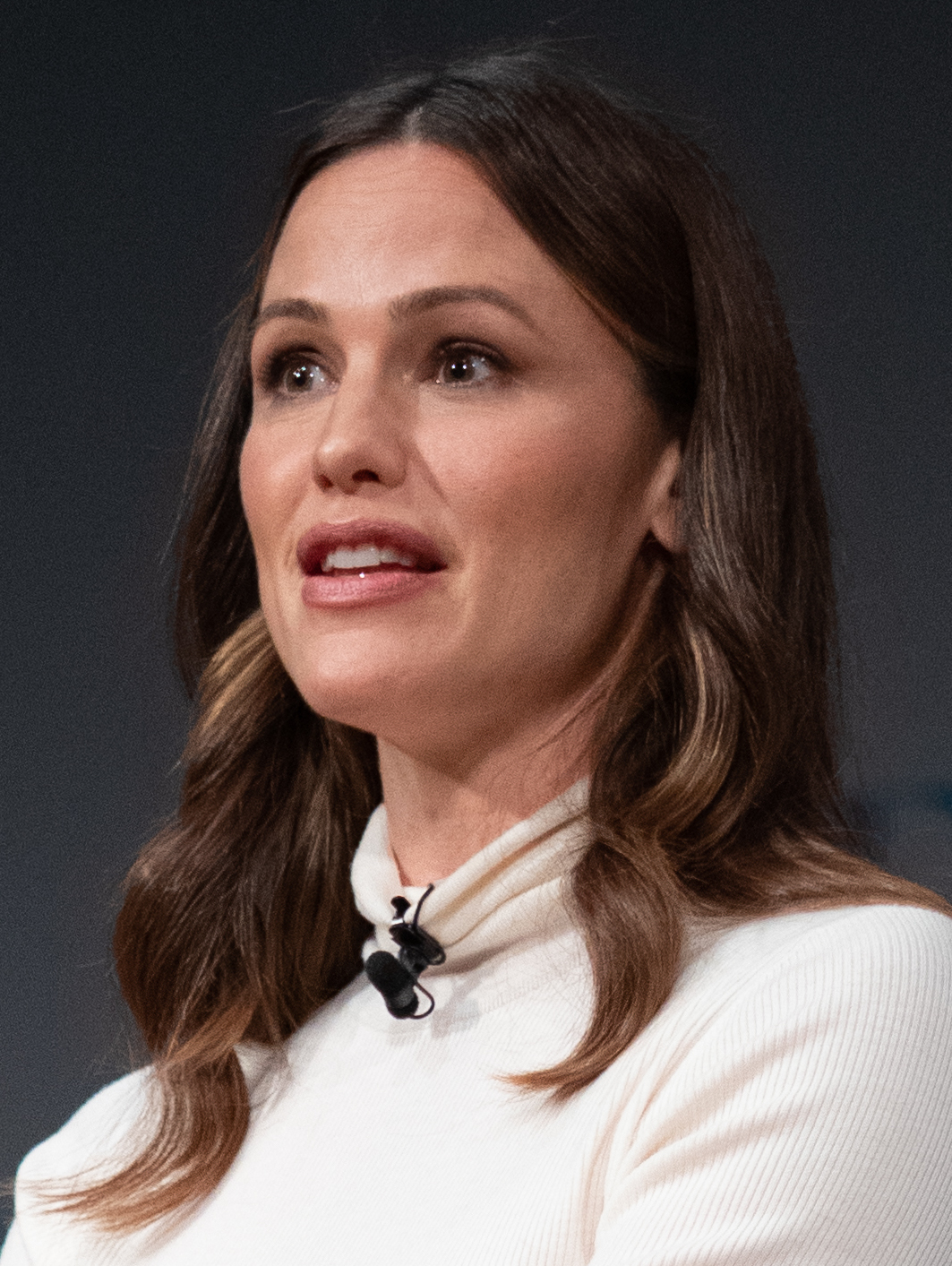
Jennifer Garner
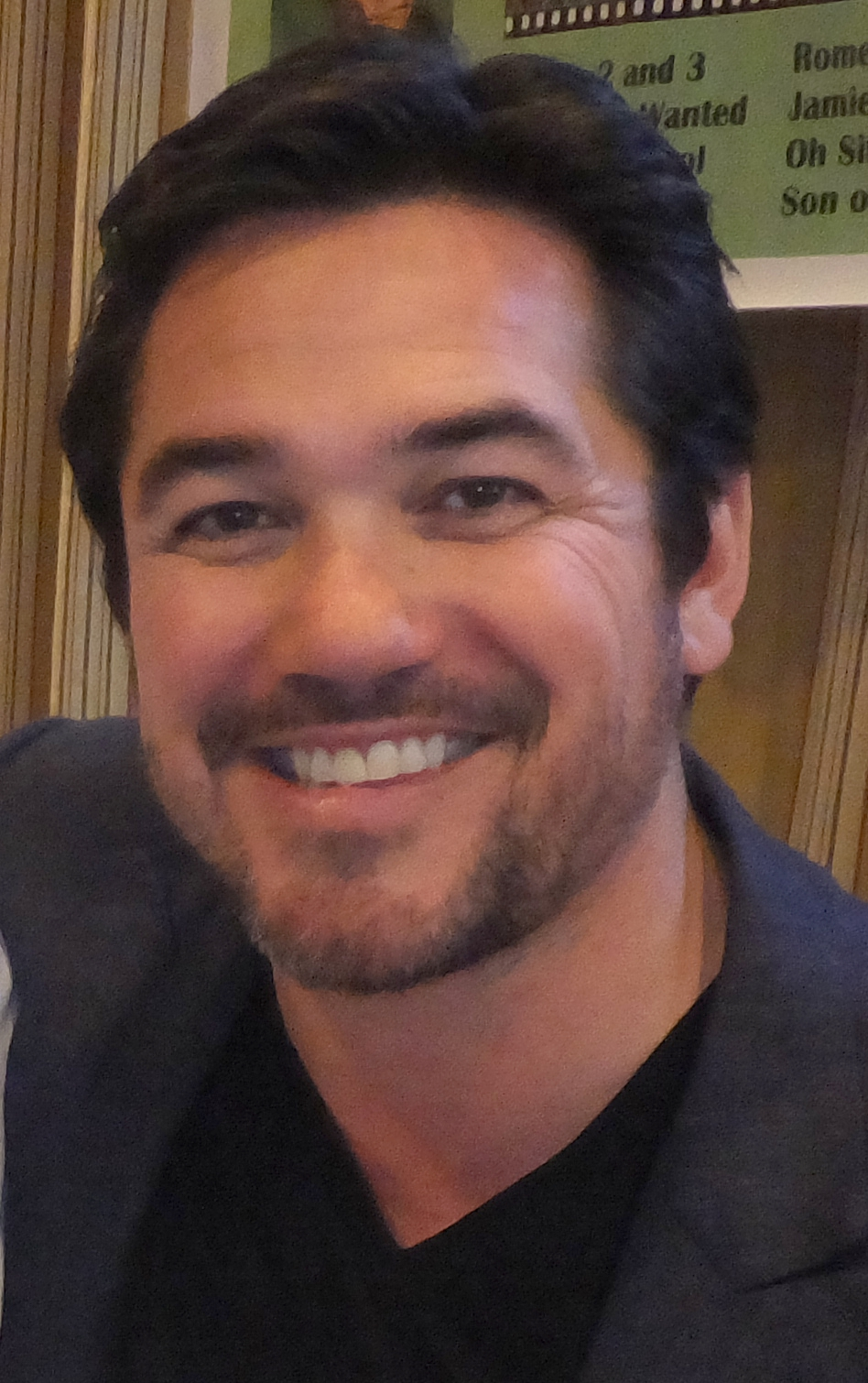
Dean Cain

## Fantasy Island(2020)
- Sig. Roarke, interpretato da Michael Peña, doppiato in italiano da Daniele Raffaeli.[5]
È l'enigmatico proprietario del resort che sorge su Fantasy Island. Vi è giunto scoprendo di poter realizzare la propria fantasia di vedere tornare in vita la moglie. Ma la fantasia ha i suoi lati negativi, dato che la moglie muore per poi rivivere in continuazione. Nel doppiaggio in italiano il personaggio viene chiamato "Signor Roarke".
L'attore statunitense di origini messicane è noto per aver impersonato l'agente della DEA Enrique "Kiki" Camarena nella serie televisiva Narcos: Messico.
- Julia Roarke, interpretata da Parisa Fitz-Henley, doppiata in italiano da Francesca Manicone.[5]
Julia Roarke è l'assistente e la moglie del Sig. Roarke. Quando arriva l'aereo che trasporta gli ospiti sull'isola, a inizio del film, urla la catchprase di Tattoo, "L'aereo!". Si scoprirà poi che Julia Rorake non è reale: la vera moglie del Sig. Roarke è morta e questa è una illusione creata dall'isola per assecondare la fantasia del Sig. Roarke.
- Brax Weaver/Tattoo, interpretato da Jimmy O. Yang, doppiata in italiano da Alessio Puccio.[5]
Brax Weaver è un'ospite dell'isola, intrappolato nella fantasia creata da Fantasy Island per assecondare i desideri del fratello. Una volta terminati i giochi, alla fine del film, Brax desidera riportare in vita il fratello, ucciso da un gruppo di sicari immaginari, e farlo tornare a casa, ma per farlo dovrà rimanere per sempre sull'isola. Il Sig. Roarke gli propone allora di lavorare per lui, divenendo il suo assistente, ma con il soprannome che gli hanno affibbiato, a causa del tuatuaggio che si è fatto fare sul petto e che riporta la scritta "Tattoo".
- J.D. Weaver, interpretato da Ryan Hansen, doppiato in italiano da Marco Vivio.[5]
- Gwen Olsen, interpretata da Maggie Q, doppiata in italiano da Chiara Gioncardi.[5]
- Melanie Cole, interpretata da Lucy Hale, doppiata in italiano da Veronica Puccio.[5]
- Patrick Sullivan, interpretato da Austin Stowell, doppiato in italiano da Emanuele Ruzza.[5]
- Sloane Maddison, interpretata da Portia Doubleday, doppiata in italiano da Eva Padoan.[5]
- Damon, interpretato da Michael Rooker, doppiato in italiano da Franco Zucca.[5]
- Tenente Sullivan, interpretato da Mike Vogel, doppiato in italiano da Fabio Boccanera.[5]
- Nick Taylor, interpretato da Evan Evagora, doppiato in italiano da Manuel Meli.[5]
- Allen Chambers, interpretato da Robbie Jones, doppiato in italiano da Paolo Vivio.[5]
- Devil Face, interpretato da Kim Coates, doppiato in italiano da Dario Oppido.[5]
- Dott. Tortura, interpretato da Ian Roberts.
- Chastity, interpretata da Charlotte McKinney, doppiata in italiano da Virginia Brunetti.[5]
- Lila, interpretata da Jeriya Benn, doppiata in italiano da Charlotte Infussi.[5]

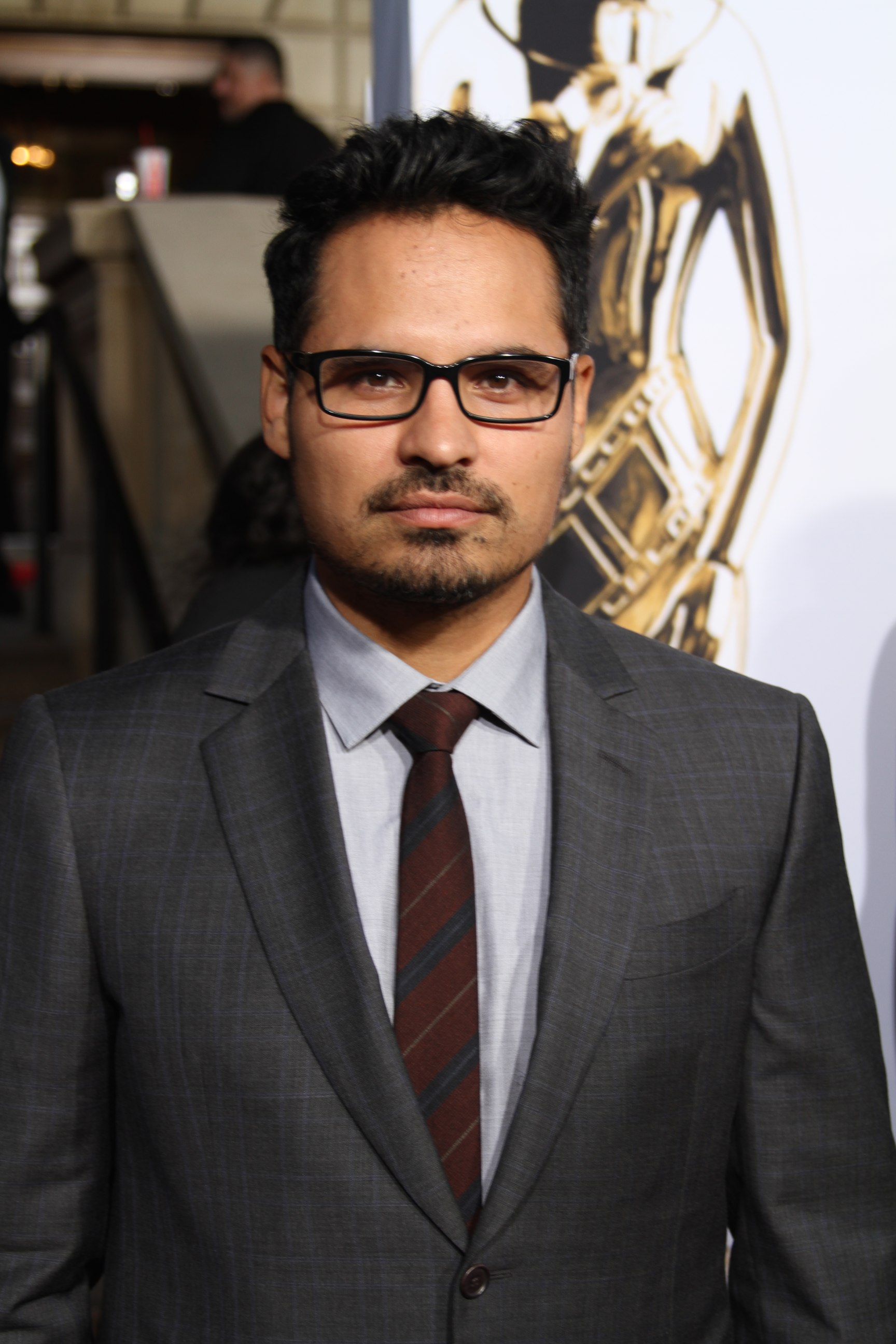
Michael Peña, interprete di Mr. Roarke
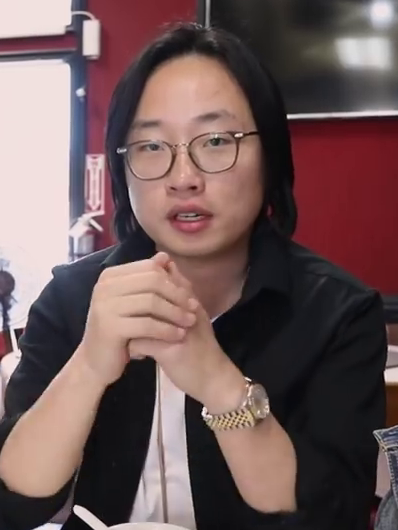
Jimmy O. Yang, interprete di Brax Weaver/Tattoo
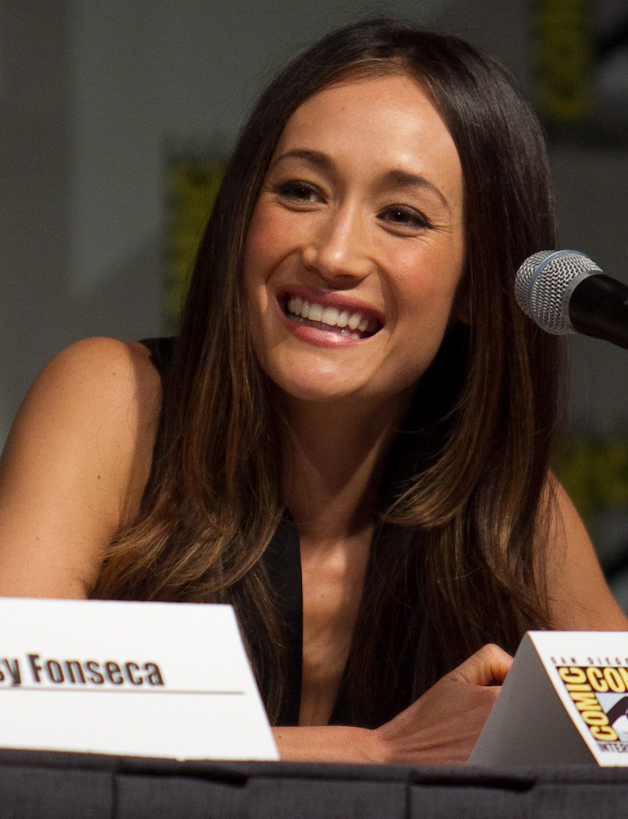
Maggie Q, interpretate di Gwen Olsen
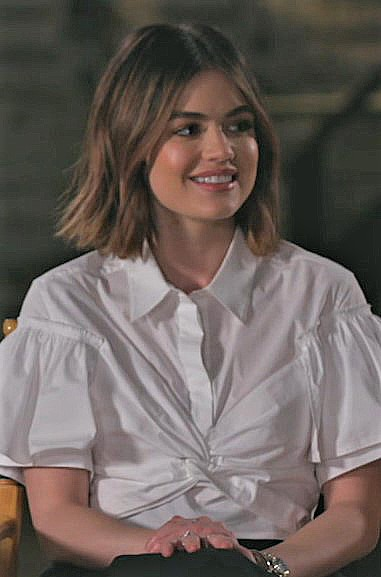
Lucy Hale, interprete di Melanie Cole
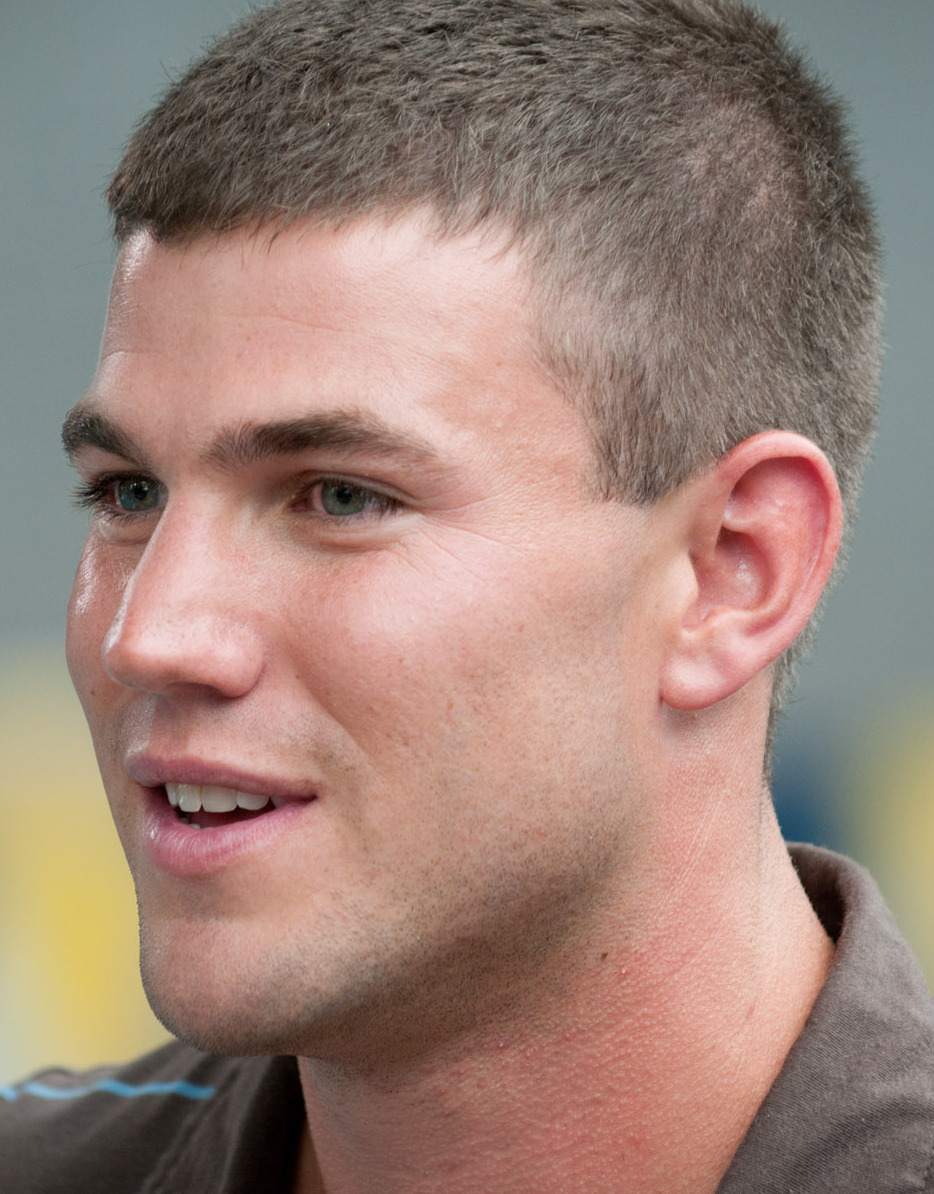
Austin Stowell, interprete di Patrick Sullivan
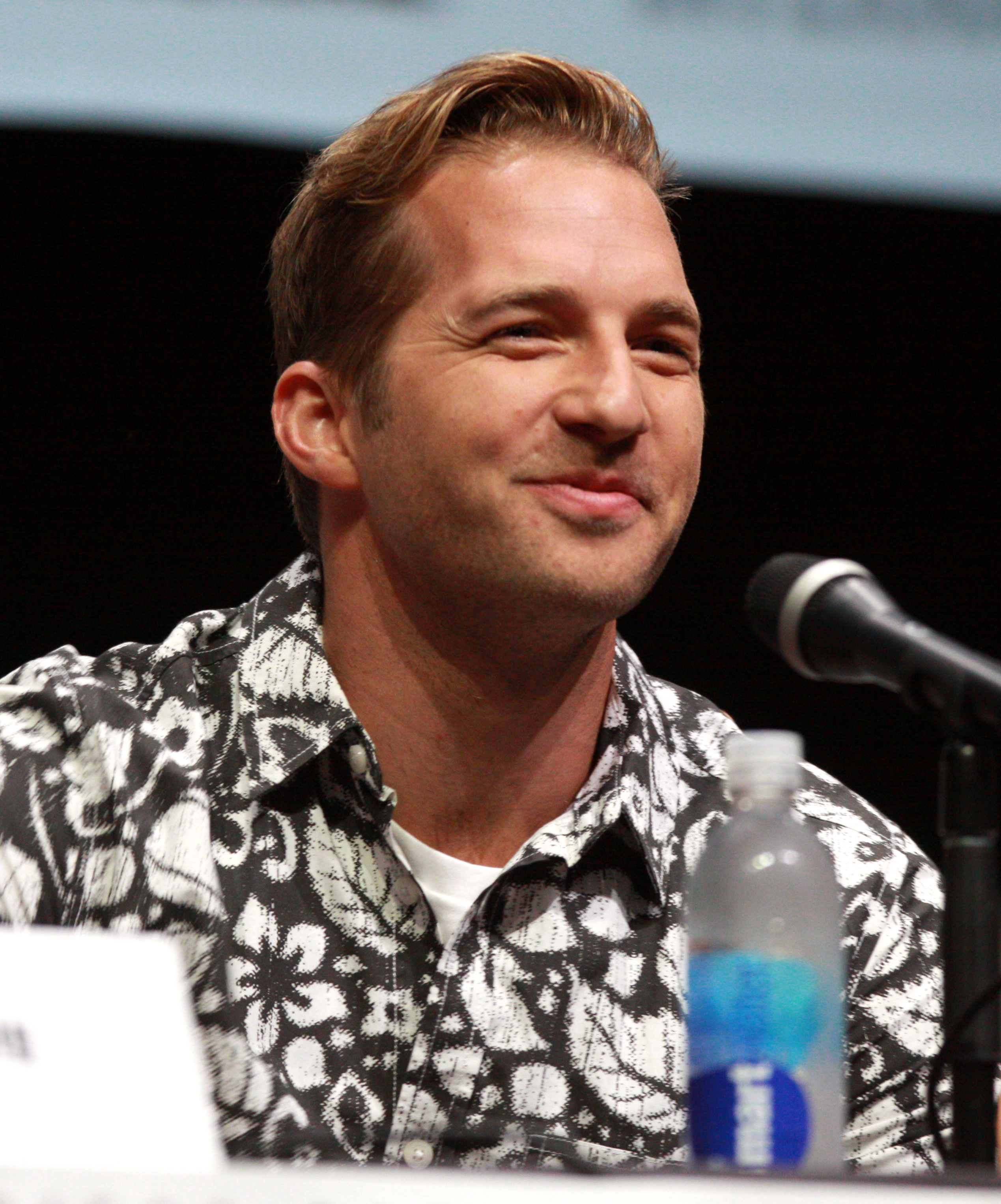
Ryan Hansen, interprete di J.D. Weaver
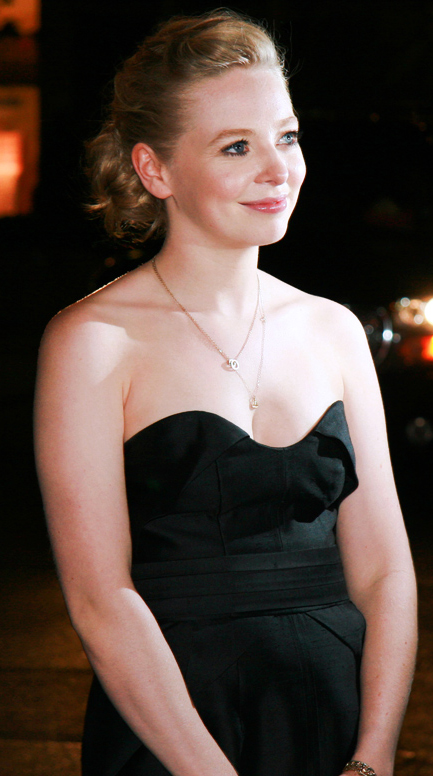
Portia Doubleday, interprete di Sloane Maddison
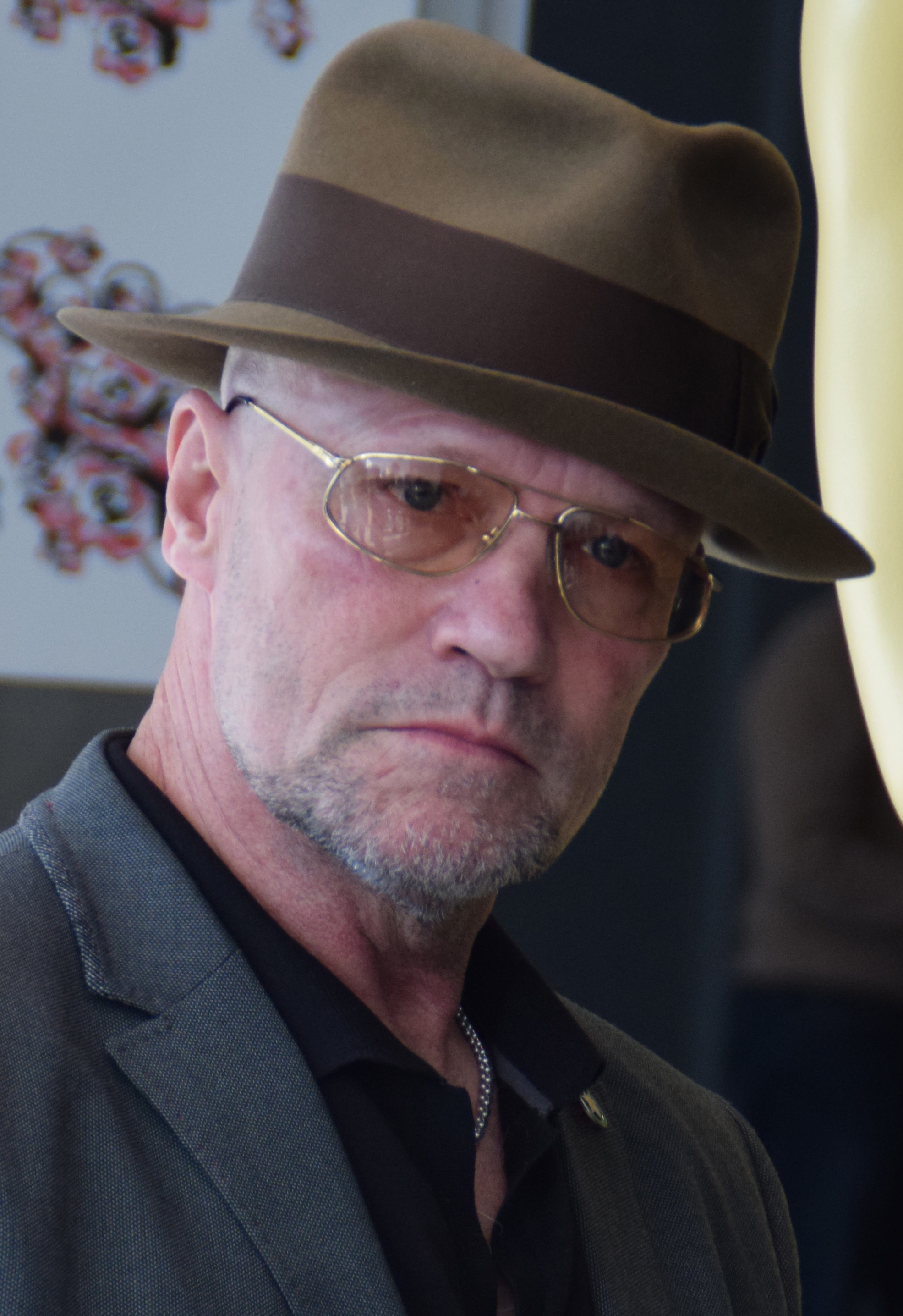
Michael Rooker, interprete di Damon
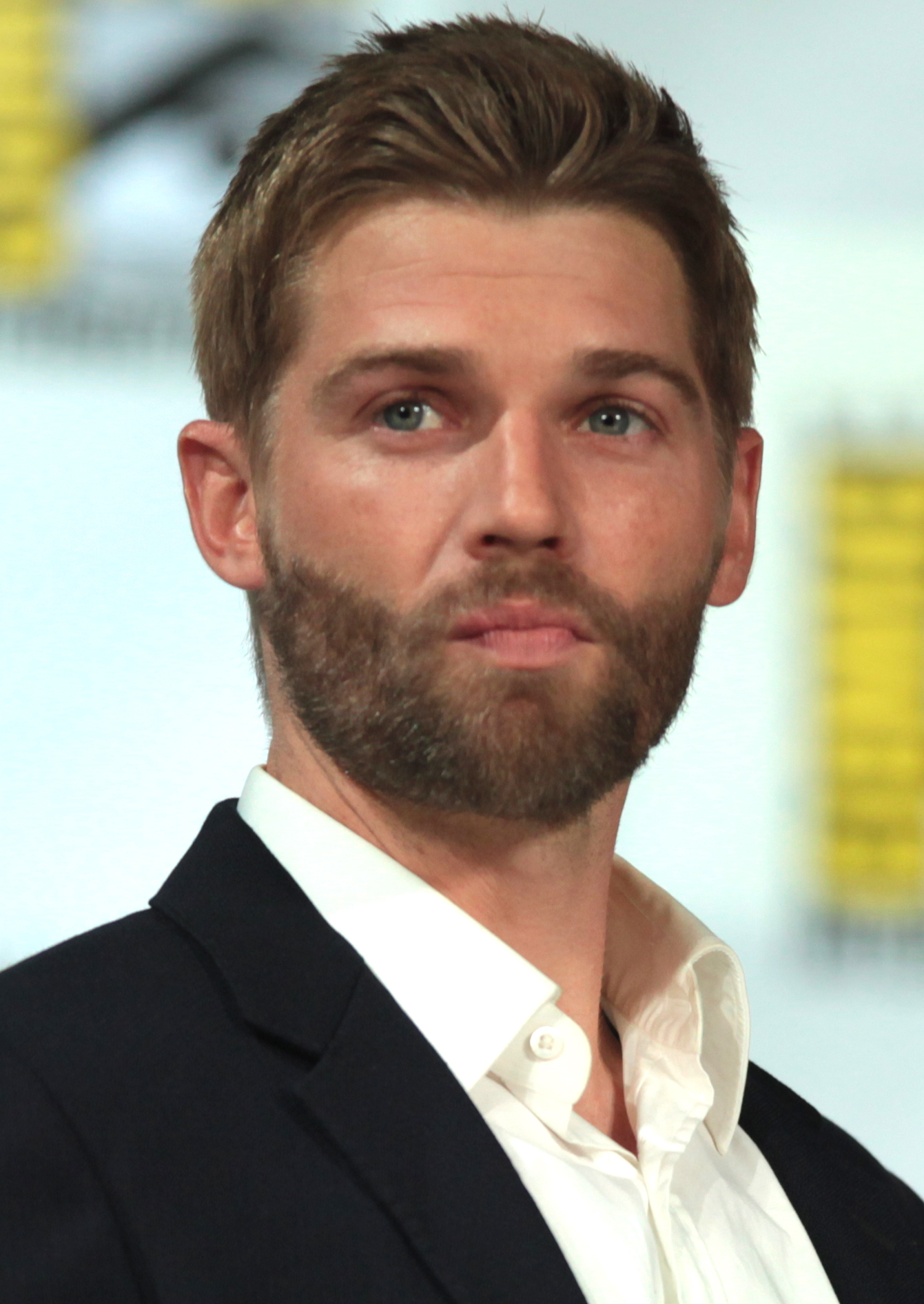
Mike Vogel, interprete del Tenente Sullivan
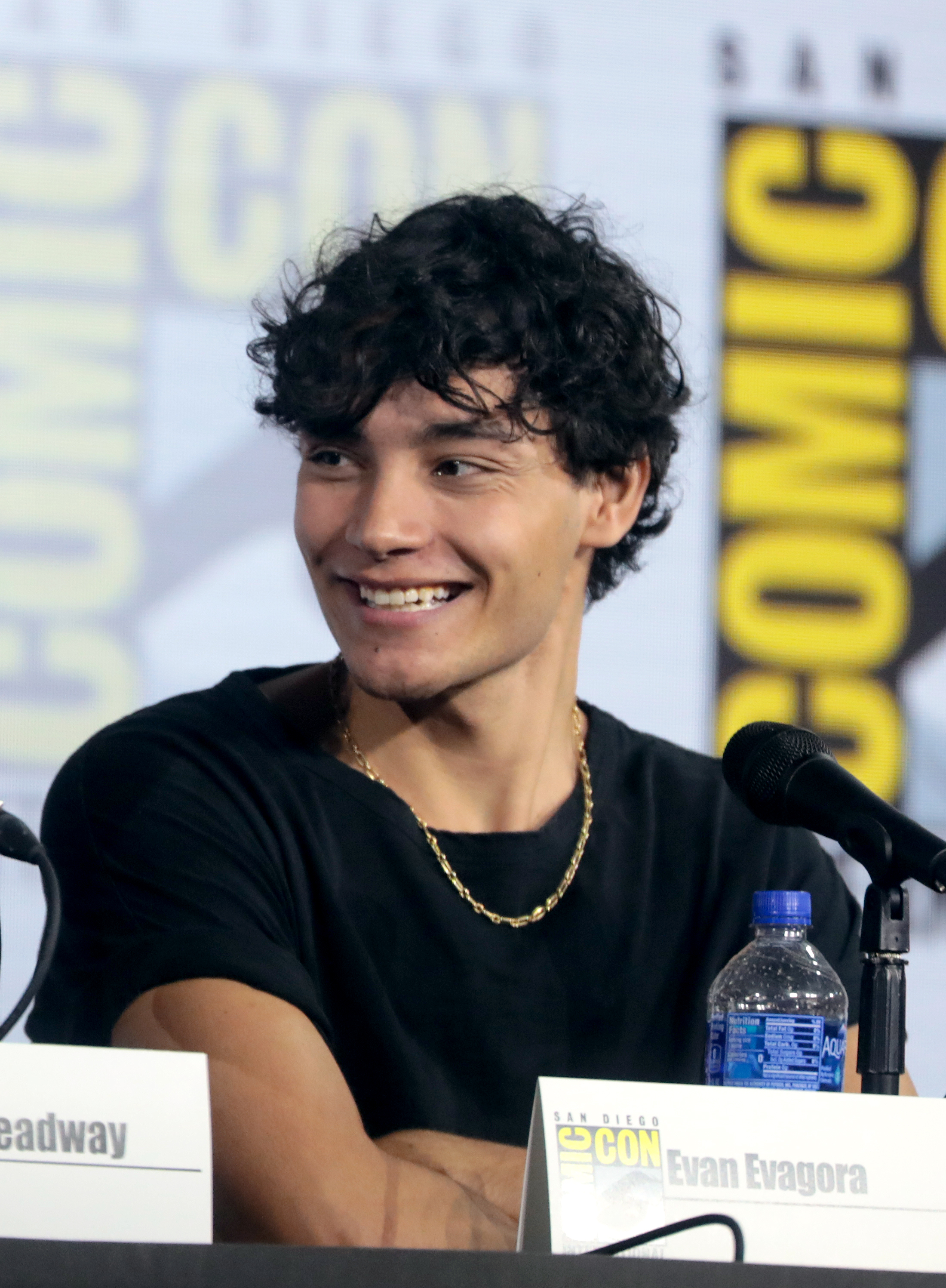
Evan Evagora, interprete di Nick Taylor
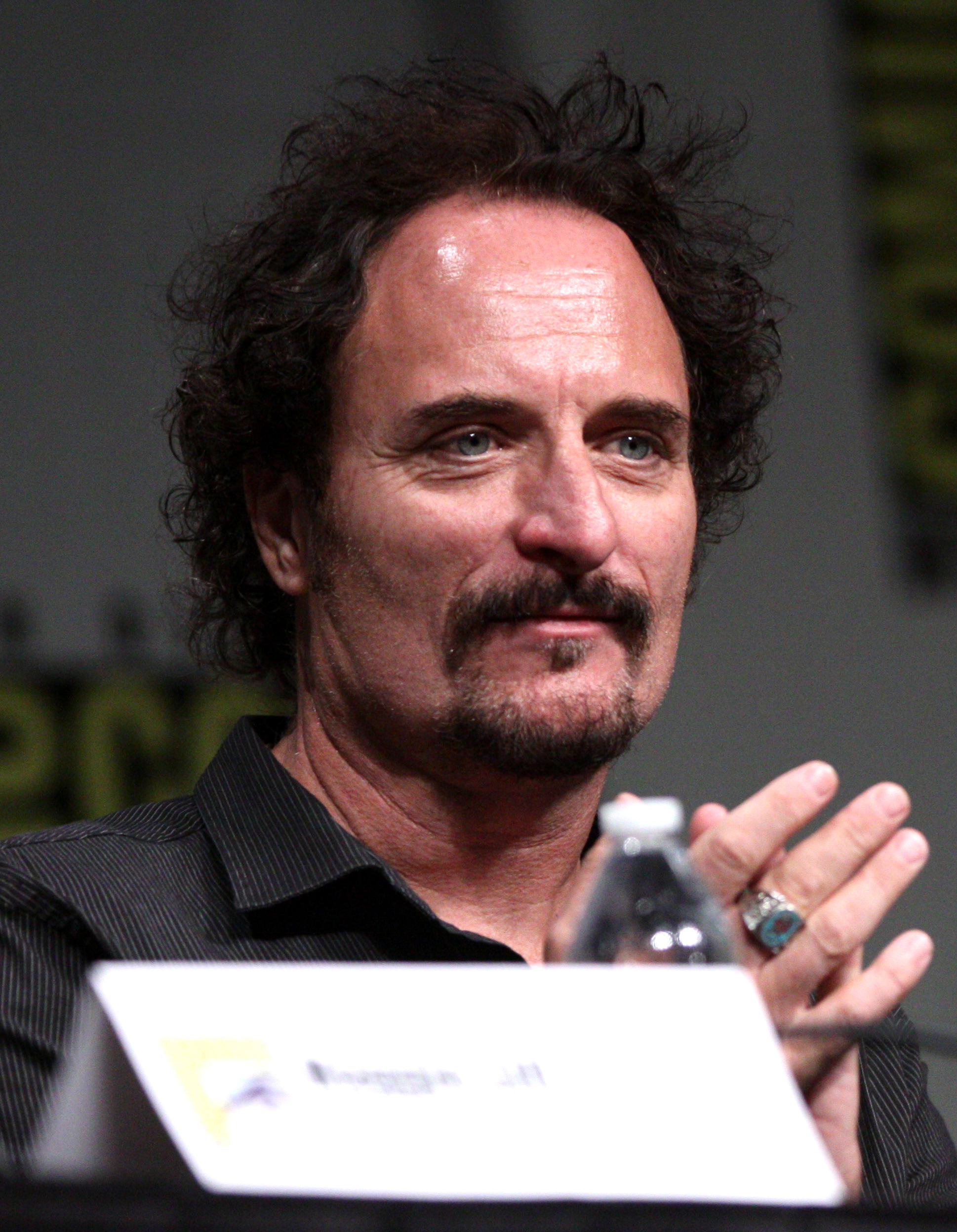
Kim Coates, interprete di Devil Face
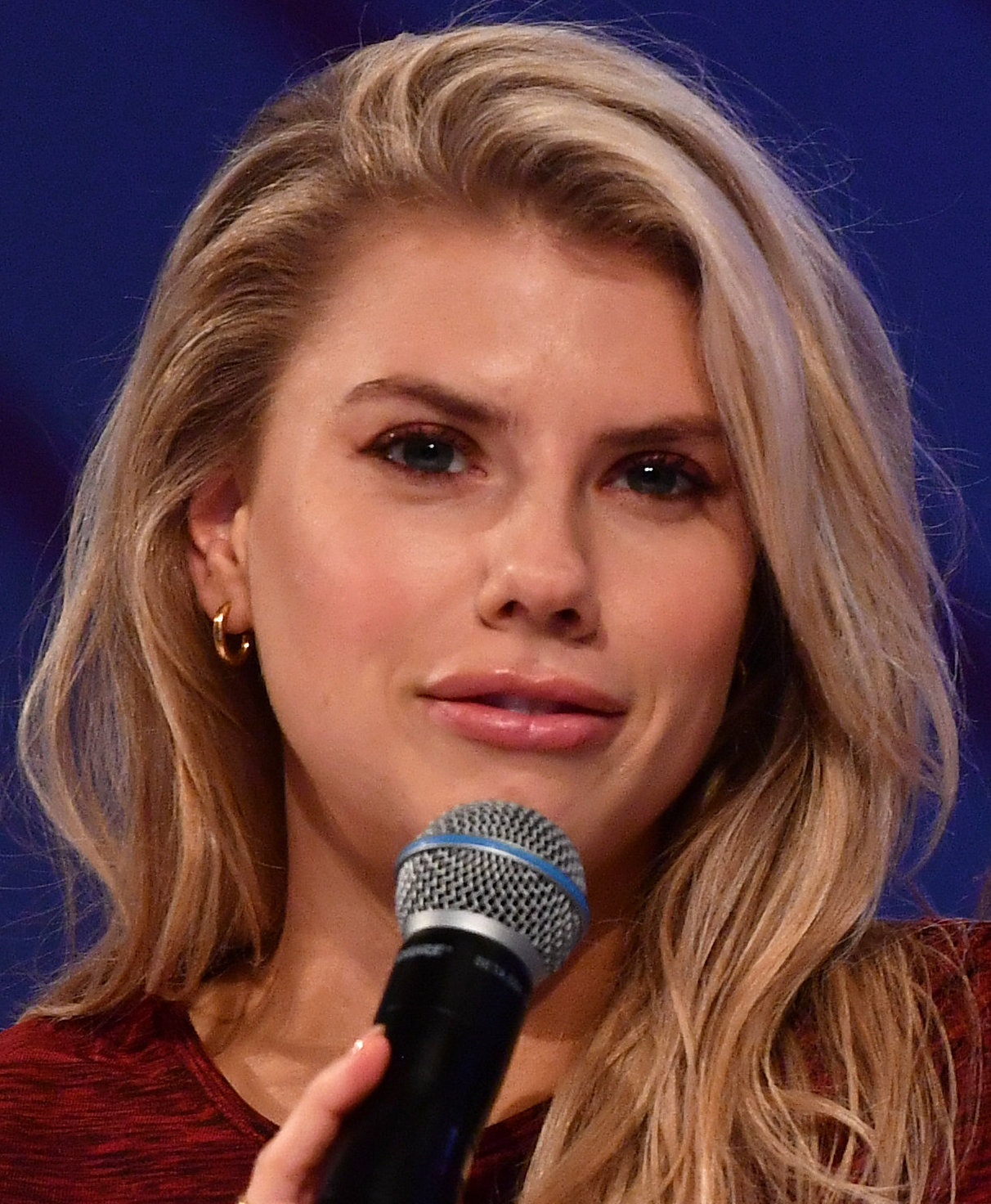
Charlotte McKinney, interprete di Chastity

## Fantasy Island(2021-2023)

### Personaggi principali
- Elena Roarke (stagioni 1-2), interpretata da Roselyn Sánchez, doppiata in italiano da Stella Musy.[6]
Elena Roarke è una discendente di Mr. Roarke (Ricardo Montalbán), protagonista delle precedenti opere del franchise, una sofisticata e affascinante donna che ha messo da parte le proprie ambizioni e la propria vita sentimentale per gestire il resort di famiglia.[7][8]
- Ruby Akuda (stagioni 1-2), interpretata da Kiara Barnes e da Stephanie Berry (ep. 1x01, da anziana), doppiata in italiano da Virginia Brunetti e da Valeria Perilli (ep. 1x01, da anziana).[6][7]
È una giovane donna affetta da una grave malattia che non le lascia scampo, alla quale Miss Roarke offre di vivere sull'isola così da poter avere la possibilità di una nuova vita.[7]
- Javier (stagioni 1-2), interpretato da John Gabriel Rodriguez, doppiato in italiano da Gabriele Sabatini.[6]

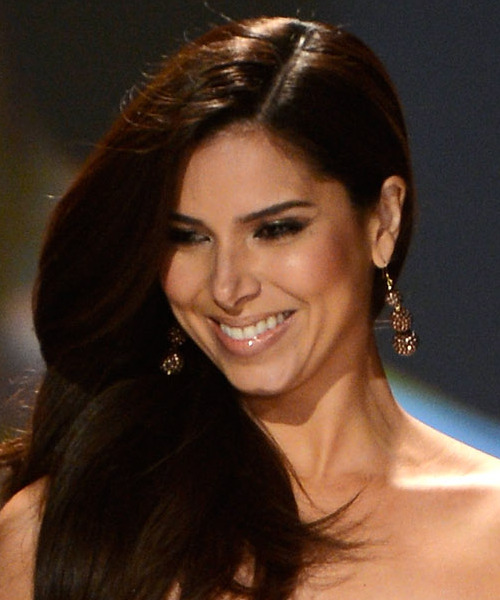
Roselyn Sánchez, interprete di Elena Roarke

### Personaggi secondari
- Segundo (stagioni 1-2), interpretato da Daniel Lugo, doppiato in italiano da Roberto Fidecaro.[6]
- Dott.ssa Gina (stagioni 1-2), interpretata da Gabriela Z. Hernandez.[6]
- Helene (stagione 2), interpretata da Alexa Mansour, doppiata in italiano da Vittoria Bartolomei.[6]
- Isla (stagione 2), interpretata da María Gabriela González.[6]

### Guest star
- Christine Collins (ep. 1x01), interpretata da Bellamy Young, doppiata in italiano da Giò Giò Rapattoni.[6][7]
È una conduttrice televisiva giunta sull'isola per realizzare la sua fantasia di abbuffarsi senza limite.[7]
- Zev Randall (ep. 1x02), interpretato da Dave Annable, doppiato in italiano da Andrea Lavagnino.[6][7]
- Daphne Madden (ep. 1x02), interpretata da Odette Annable, doppiata in italiano da Gaia Bolognesi.[6][7]
La coppia Zev e Daphne è giunta sull'isola per riaccendere la fiamma del loro amore. I due attori sono uniti nella vita reale come nella finzione.[7]
- Eileen (ep. 1x03), interpretata da Debbi Morgan, doppiata in italiano da Alessamdra Cassioli.[6][7]
È una donna elegante e sicura di sé, che giunge sull'isola con la speranza di sistemare il rapporto con la figlia.[7]
- Margot (ep. 1x06), interpretata da Daphne Zuniga, doppiata in italiano da Alessandra Korompay.[6][7]
- Camille (ep. 1x06), interpretata da Josie Bissett, doppiata in italiano da Sabrina Duranti.[6][7]
- Nettie (ep. 1x06), interpretata da Laura Leighton, doppiata in italiano da Tiziana Avarista.[6][7]
Margot, Camille e Nettie sono tre amiche che si recano sull'isola per festeggiare i loro cinquant'anni, vivendo delle fantasie che portano alla luce problematiche nella loro amicizia.[7]
- Brian Cole (ep. 1x07), interpretato da Eric Winter, doppiato in italiano da Marco Vivio.[6][7]
È un atletico survivalista, che chiede di vivere una fantasia che lo metta di fronte alla più grande sfida da affrontare.[7]

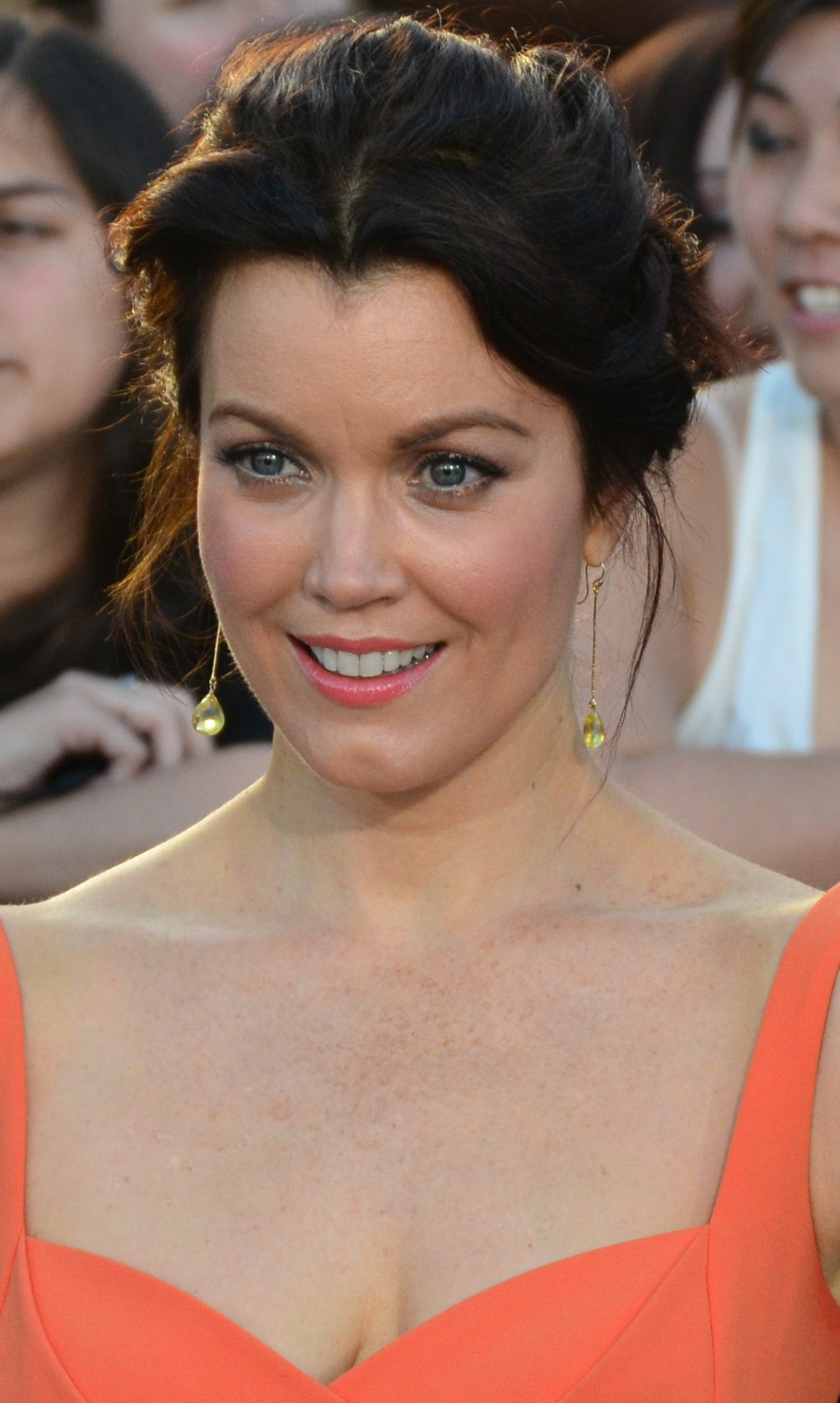
Bellamy Young, interprete di Christine
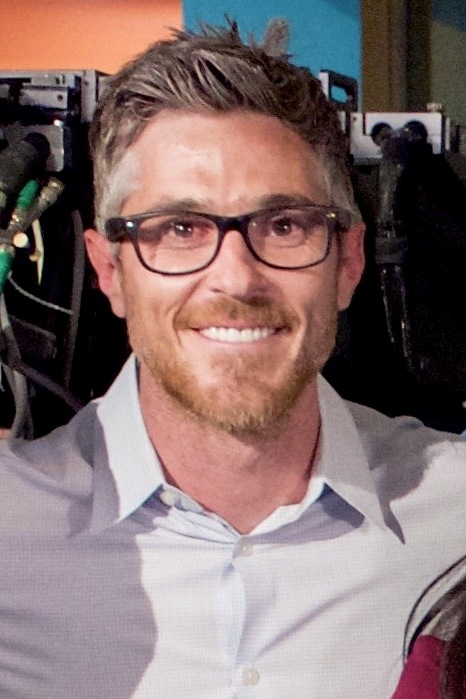
Dave Annable, interprete di Zev Randall
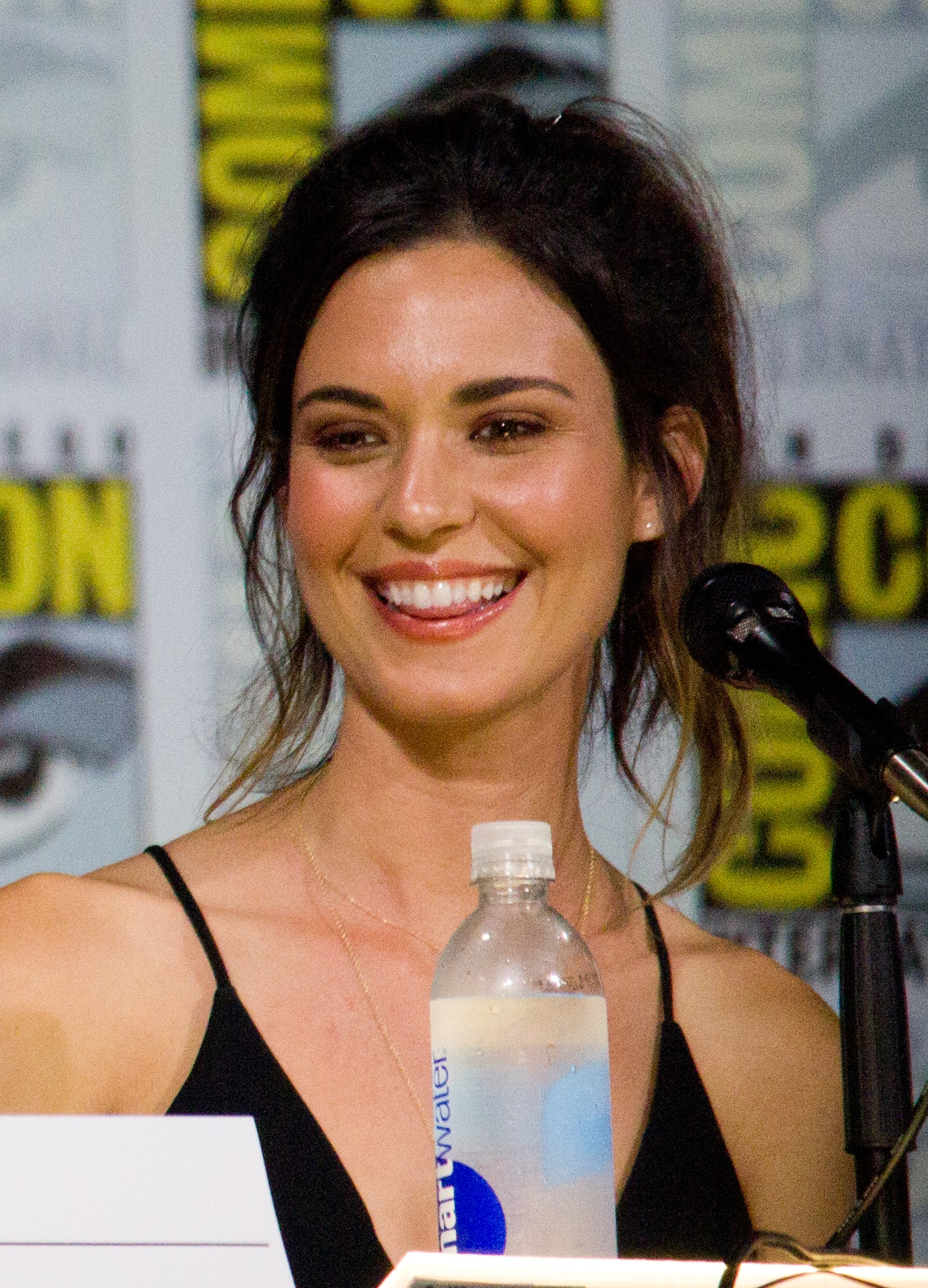
Odette Annable, interprete di Daphne Madden
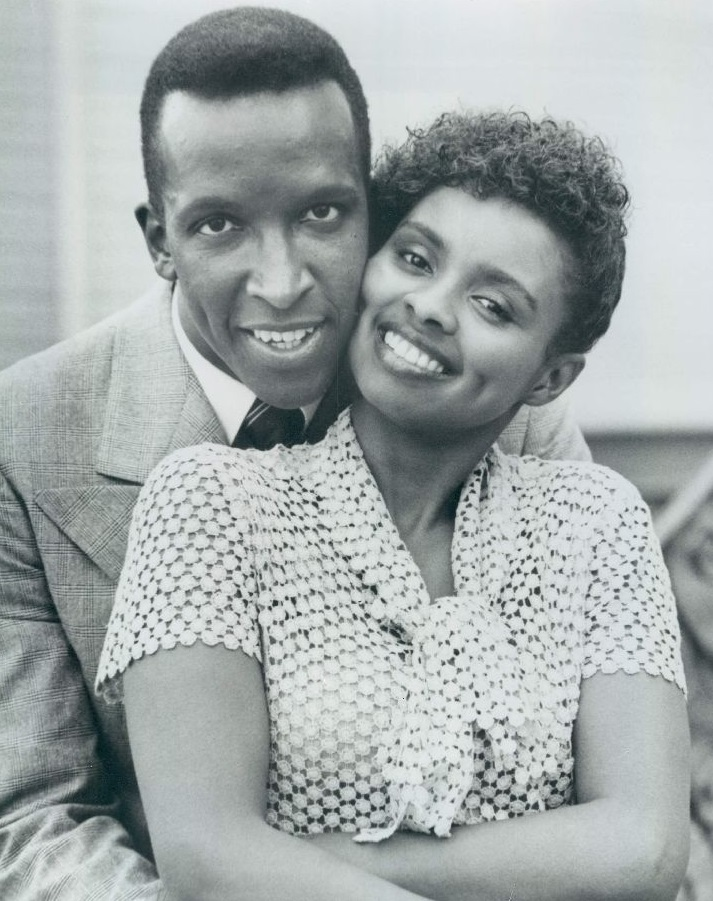
Debbi Morgan, interprete di Eileen
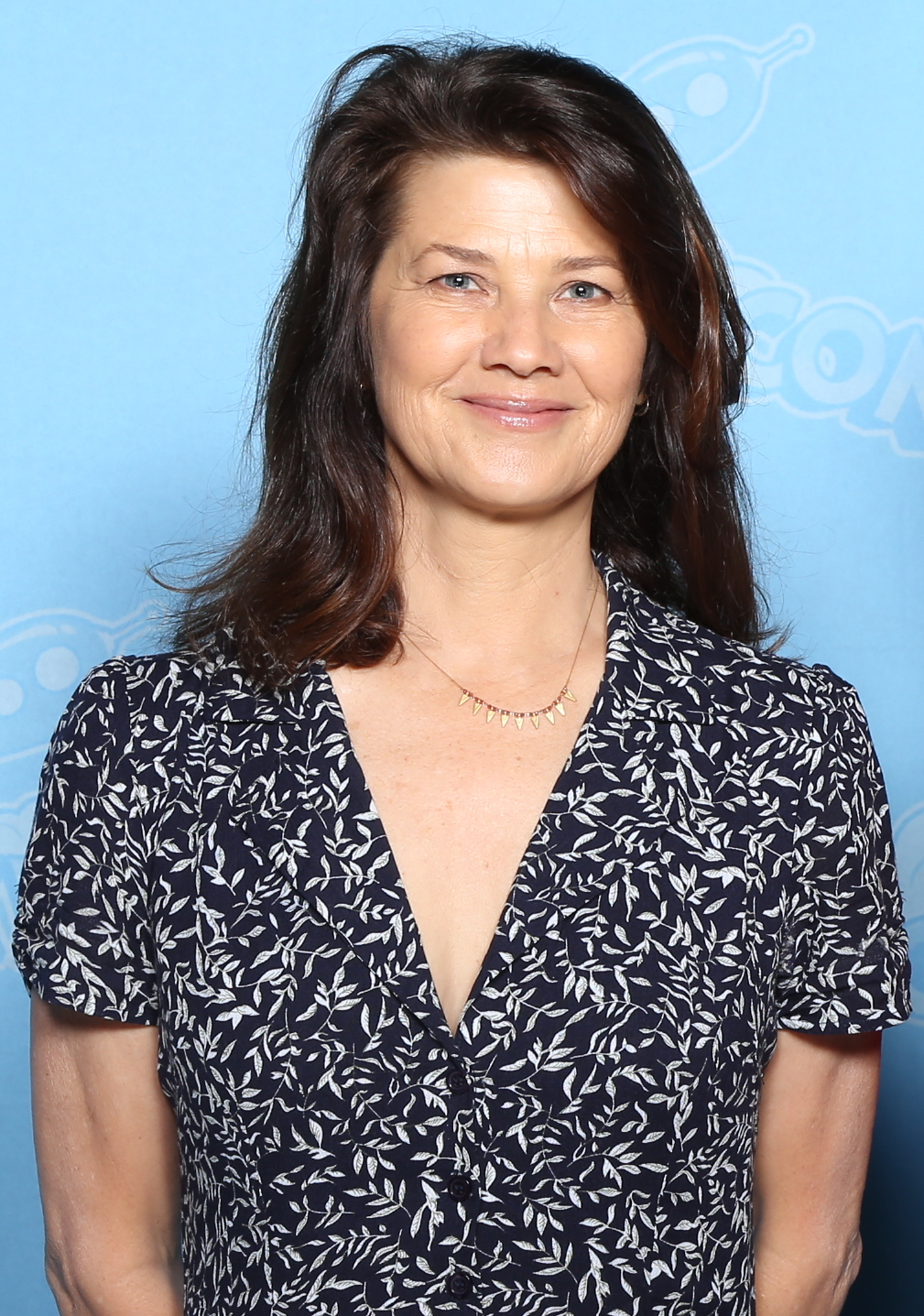
Daphne Zuniga, interprete di Margot
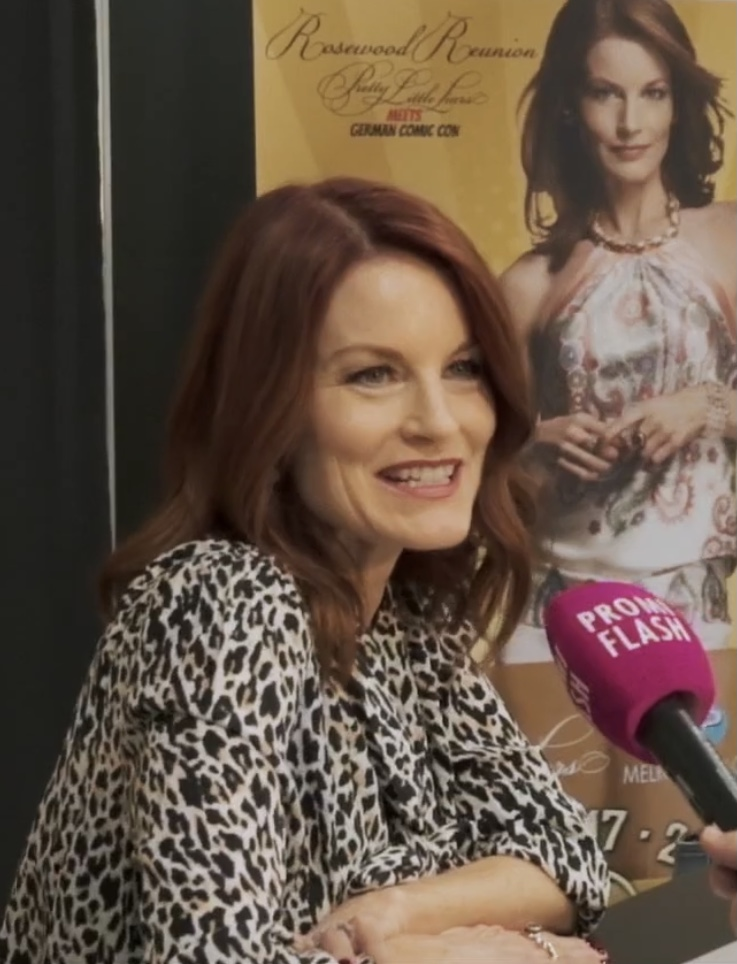
Laura Leighton, interprete di Nettie